# Папирус

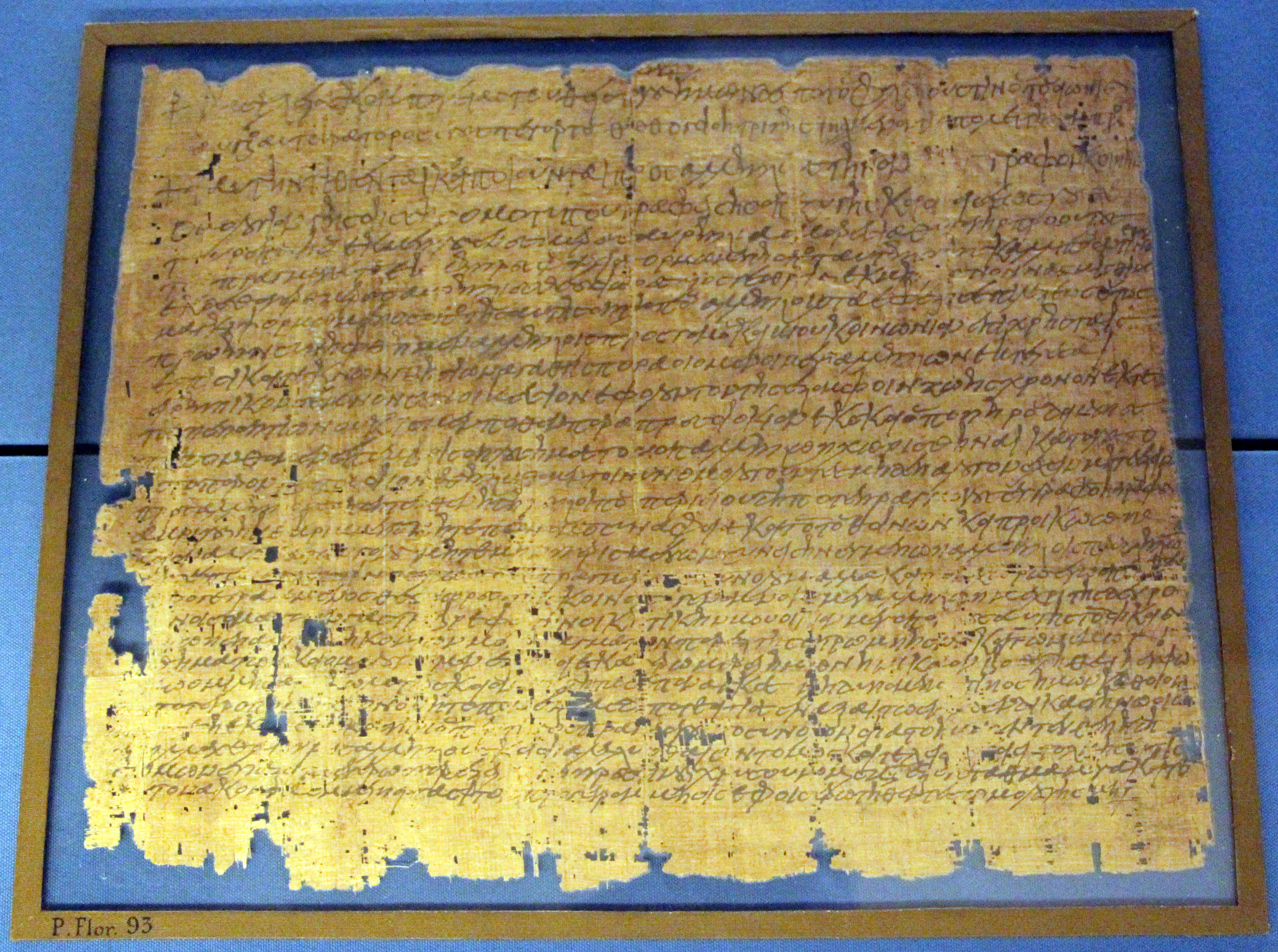
Папирус делового содержания (разводное письмо) на греческом языке. Антинополь, 5 сентября 569 года. Библиотека Лауренциана

Папи́рус (др.-греч. πάπῡρος, лат. papyrus), или би́блиос (др.-греч. βιβλίος, лат. biblos), также ха́рта (др.-греч. χάρτης, лат. charta) — писчий материал, в древности распространённый в Египте, а позднее — на всём пространстве античного мира. Для изготовления папируса использовалось одноимённое водно-болотное растение (Cyperus papyrus), принадлежащее семейству осоковые. В пространстве древнего Средиземноморья папирус-растение возделывался в дельте Нила и Фаюмском оазисе, на Сицилии, вероятно, также в Палестине и Сирии. Это растение широко использовалось в технических целях (для плетения канатов, циновок и даже постройки судов), на корм скоту и даже как источник грубой клетчатки в человеческом рационе, изредка — в медицинских целях.
Папирус использовался в Египте по меньшей мере с III тысячелетия до н. э., в античном мире появился примерно с VII века до н. э. Был в употреблении до XII века, вплоть до вытеснения бумагой. На бумагу распространилось название папируса во многих европейских языках и в арабском языке. Судя по данным археологических раскопок, сменявшие друг друга правители Египта — от эллинистических царей, римских и византийских императоров до халифов династий Омейядов и Аббасидов — стремились сохранить контроль над вывозом папируса из страны. Предположительно, производители папируса с римских времён образовывали картель, который определял уровень цен на сырьё и количество отпускаемого писчего материала, а также стоимость аренды папирусных зарослей и уровень платы рабочим. По немногим известным данным предполагается, что в Египте производилось до 1 миллиона папирусных свитков в год. Стандартный свиток, по крайней мере со II тысячелетия до н. э., состоял из 20 склеенных листов каждый, имея в ширину от 15 до 47 см. Из описаний Плиния Старшего, Кассиодора и Исидора Севильского известно свыше десяти сортов античного папируса, использовавшегося для переписки книг, записей и как обёрточный материал.
Технология изготовления папируса была описана в «Естественной истории» Плиния, однако автор, вероятно, не был на практике знаком с нею. Вновь интерес к папирусу возник в Европе XVI века. После многих попыток папирусная технология была примерно реконструирована ко второй половине XX века, однако материал используется преимущественно в туристической сфере для изготовления сувениров. Изучением древних папирусов занимается особая научная дисциплина — папирология.

## Исторические источники. Терминология

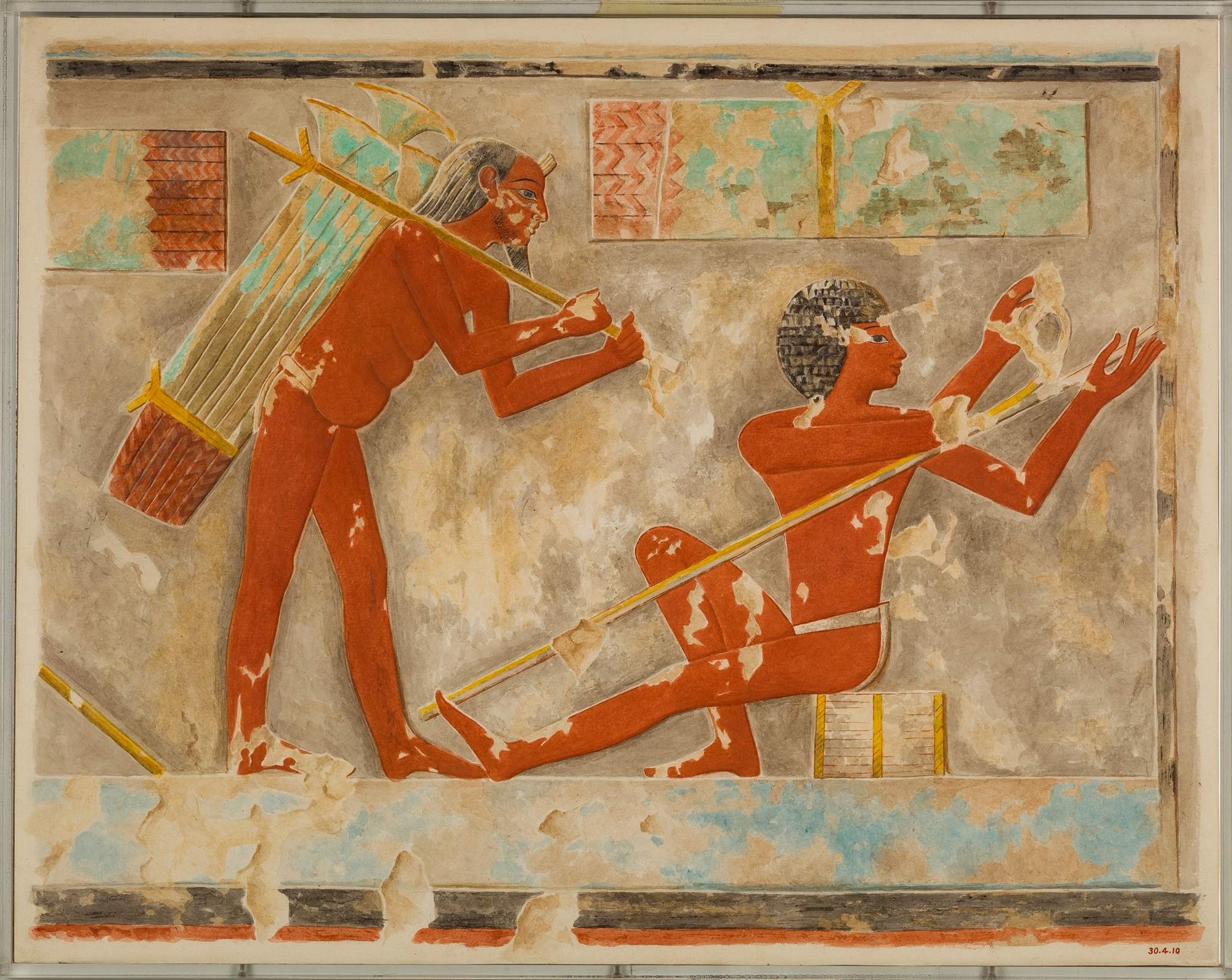
Заготовка папируса и плетение циновок на раскрашенном барельефе из гробницы Пуэмра. Новое царство, примерно XV век до н. э.

### Терминология
В египетском языке для обозначения папируса — растения и материала — использовались термины уадж (егип. w3ḏ), чуфи (ṯwfy) или джет (ḏt); они не оказали воздействия на лексику греческого языка. Коптская терминология довольно разнообразна: для писчего материала использовалось греческое слово хартес (др.-греч. χάρτης), книга обозначалась термином джооме (копт. ϫⲱⲱⲙⲉ). Папирус-растение мог называться по-коптски джоуф или заимствованным из сирийского языка словом тербейн. Слово папирус встречается всего лишь один раз во всём корпусе коптских документов. По мере внедрения пергамента слово «хартес» стало обозначением документа вообще.
В греческом языке писчий материал из папируса именовался «библосом» (др.-греч. βιβλίος, лат. biblos), этот термин использовали Гомер в «Одиссее» (XXI, 390) и Эсхил («Молящие», 761), а также географ Страбон. Теофраст, будучи учёным-систематизатором, различал растение — папирус — и сырьё, из него добываемое, — библ. Постепенно это разделение забывалось: последнее упоминание слова «библ» для стеблей папируса имеется в одном из документов II века н. э. Известный русский египтолог Б. А. Тураев производил слово «папирус» от египетского слова «папиур», то есть «нильский», а профессор Оксфордского университета Я. Черны (как и столетием раньше Густав Зейфарт) выводил его от коптского слова «папуро» (ⲡⲁ ⲡ-ⲟⲩⲣⲟ, «то, что принадлежит царю»). Термин «хартес/харта» впервые фиксируется в греческом языке примерно на рубеже V—IV веков до н. э. у одного из комедиографов, а в латинском словоупотреблении — после 85 года до н. э. Основная тонкость его семантического значения — одиночный лист или документ с единым содержанием.
Римляне использовали для папируса следующие термины: лат. papyrus; charta — лист, из которого склеивали свиток или письмо, а также куст папируса; biblos — папирус как сырьё для приготовления писчего материала и сам этот материал. После XII века по мере распространения в Европе бумаги на неё перешло название папируса в западных языках.

### Древний Египет, Эгеида, Месопотамия

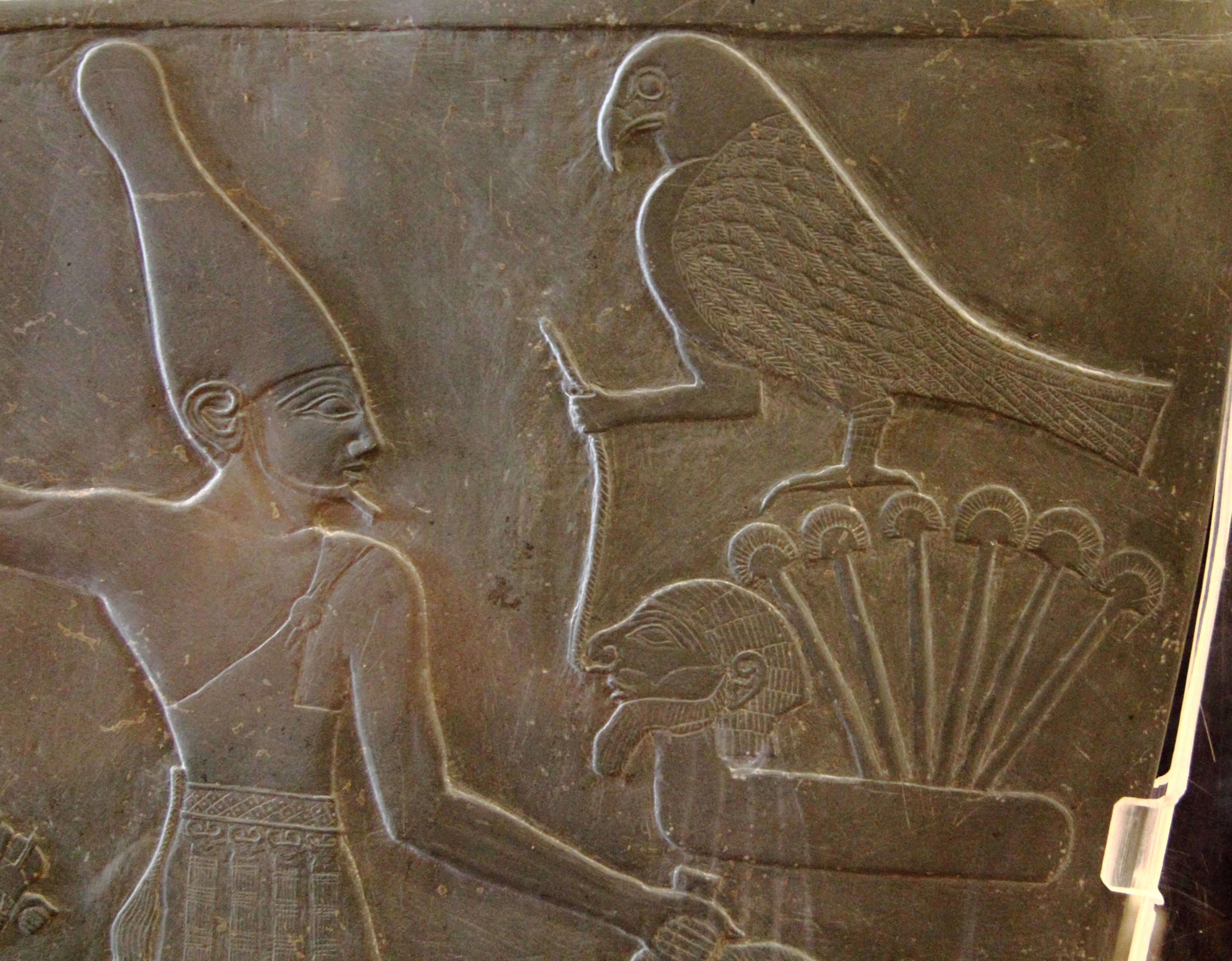
Сокол-Гор, держащий пленника на верёвке, восседает на метёлках папируса. Рельеф с Палетки Нармера

В древнеегипетской иконографии изображения папируса, растущего по берегам Нила, встречаются с начала III тысячелетия до н. э. Это растение ещё в глубокой древности стало символом Нижнего Египта, а позднее — для греков и римлян — и Египта в целом, что следует из описаний античных авторов. Важность папируса для древних египтян была настолько велика, что на одном из древнейших письменно-изобразительных памятников — Палетке Нармера — он изображён не менее десяти раз в разных сценах. В частности, папирусные метёлки показаны как подножье божества Гора; на этом основании предполагается, что папирусные болота Нижнего Египта являлись владением фараона. Собственно, Нижний Египет в древнем египетском языке так и именовался: «страна папируса» (егип. tꜣ-mḥw
| N16 | V22 | V28 | G43 | M15 |

). Каменные колонны в форме связок папируса использовались в египетской архитектуре примерно с начала III династии. О папирусе-растении и изготовлении из него писчего материала в письменных источниках впервые упоминается в XI веке до н. э. в памятнике «Путешествия Уну-Амона», герой которого был послан в Финикию, чтобы закупить там лес для постройки священной барки бога Амона. Помимо прочего, он вёз 500 свитков папируса, чтобы обменять их на древесину.
Древнейшие образцы папируса-«бумаги», найденные при раскопках в Египте в 1936 году, датированы периодом I династии, они были обнаружены в гробнице Хемаки (около 2850 года до н. э.) британским археологом Уолтером Эмери; однако папирусные свитки не были заполнены текстом. Древнейший записанный на папирусе текст датирован правлением IV династии — это так называемый «Папирус Присса».

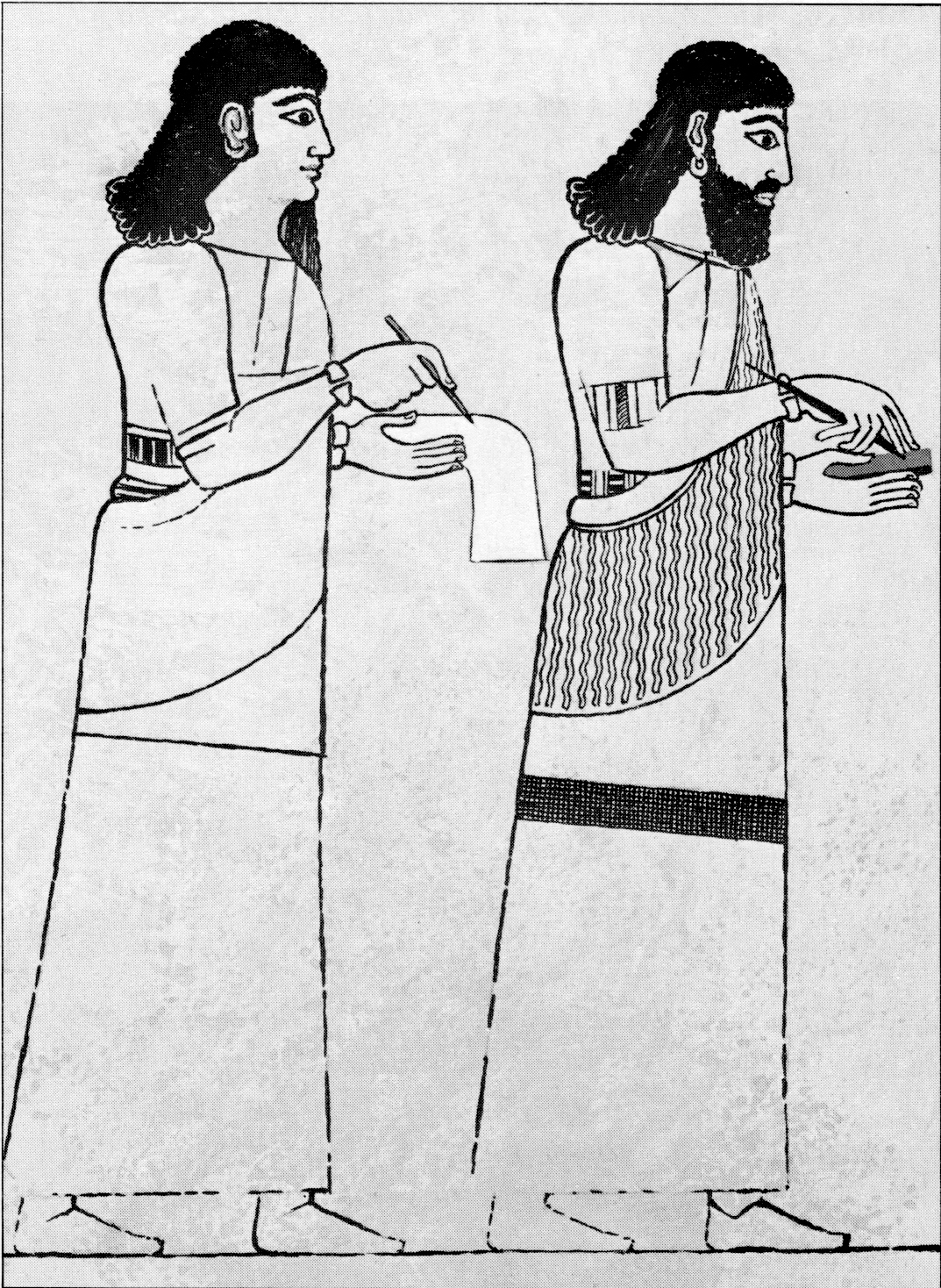
Прорисовка рельефа с изображением ассирийских писцов; один пользуется глиняной табличкой, второй свитком

Вне Египта косвенные следы использования папируса зафиксированы ещё со II тысячелетия до н. э. Таковы печати критского Кносса со следами папируса; критское линейное письмо А также предполагало наличие писчего материала, отличного от глины или камня. Папирус встречается как художественный мотив в минойском искусстве (и в Сирии вплоть до Мари), но не доказано, произрастало ли это растение на Крите в ту эпоху. В письменных источниках за пределами Египта экспортный папирус упоминается в ассирийских текстах времени Саргона II и примерно в то же самое время распространился в античной Греции. Также сохранился рельеф эпохи Тиглатпаласара III, на котором отчётливо видно, что изображённый писец фиксирует нечто клинописью на табличке, а второй пользуется свитком; однако невозможно понять, является ли он кожаным либо папирусным.

### Античность
По-видимому, древнейшее упоминание «библа» в греческой литературе находится в «Одиссее» (XXI, 390), в сцене убийства женихов Пенелопы, когда возвратившийся Одиссей завязал дверной засов «канатом корабельным, сплетённым из папируса» (др.-греч. ὅπλον βύβλινον). Старейший греческий папирус, обнаруженный в Египте, содержит поэму Тимофея «Персы», переписанную между 450—350 годами до н. э.; древнейший датированный папирус на греческом языке — брачный контракт 311 года до н. э.; впрочем, так называемый «Папирус из Дервени» датируется даже 400 годом до н. э. В античной литературе описания папируса оставили Геродот («История», II, 92), Теофраст («История растений», IV, 8, 3) и Страбон («География», XVII, 788).
В латинской литературе первое упоминание папируса (chartis) имеется в сохранившемся фрагменте поэмы Энния, но никаких точных данных о времени и маршруте появления папируса в Риме не существует. Плиний Старший утверждал, что когда в 181 году до н. э. была вскрыта гробница Нумы Помпилия, в ней имелись и папирусные свитки. Тот же Плиний заявлял, что, кроме Египта, в его время папирус встречался в Сирии и Месопотамии, он же описал технологию его производства. Это косвенно подтверждается данными раскопок в Дура-Европос: в крепости все папирусные находки привязаны только к краткому периоду римской оккупации. Известный учёный и государственный деятель Раннего Средневековья Кассиодор составил панегирик папирусу (Cassiodori Variarum, XI, 38):

Прекраснейший труд взял на себя находчивый Мемфис, для того чтобы книжные полки заполнило создание одного края земли, изящное и тонкое… И вот встаёт нильский лес без ветвей, роща без листвы, посев вод, прекрасная поросль болот, мягче лозы, но твёрже травы, не знаю, какой пустотой наполненный и полноты лишённый, нежный и пористый, дерево-губка, у которого, как у яблока, твёрдая кожура, но мягкая сердцевина, стройный, но упругий, великолепный плод отвратительных топей. Изготовленный из него материал белоснежной поверхностью открывает свои поля красноречию, то простираясь далеко вширь, то собираясь для удобства в свиток, употребляемый для больших трактатов.— Перевод В. Г. Боруховича

### Библейские страны

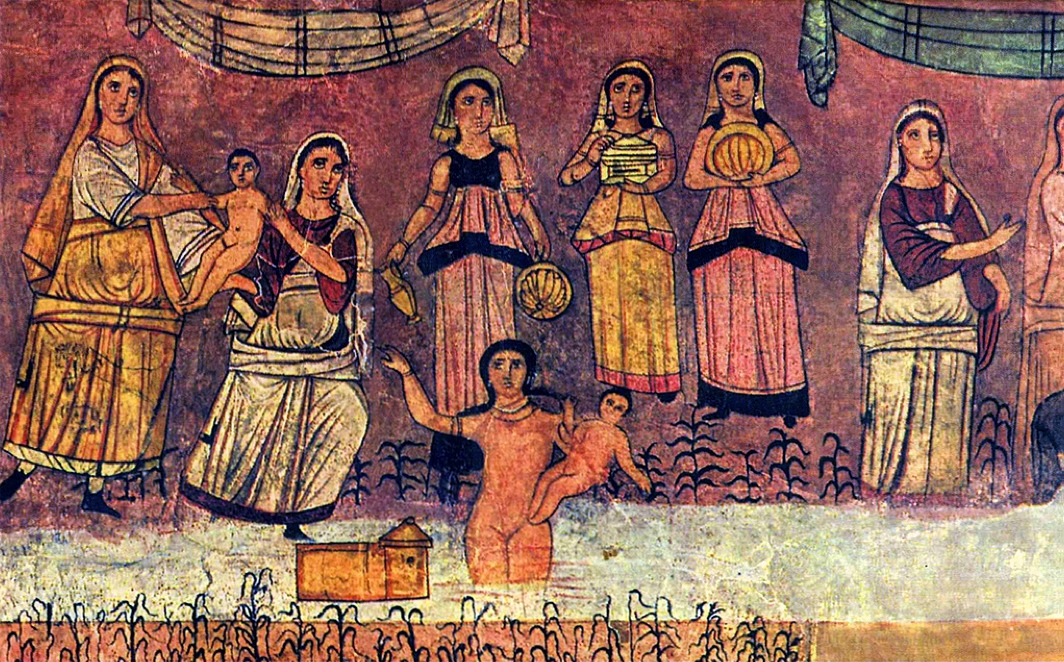
Обретение Моисея. Фреска из синагоги Дура-Европос, III век н. э.

При археологических раскопках на территории древнего Ханаана находки папирусных материалов достаточно многочисленны. В библейском иврите отождествлены несколько слов, обозначающих болотные растения, одно из них (др.-евр. סוּף‬ [súf]), предположительно, означает именно Cyperus papyrus. В Ветхом Завете оно встречается четыре раза, в том числе в Исх. 2:3 как материал корзины, в которой был обретён младенец Моисей. Папирусные корзины и короба неоднократно находили на египетских раскопках. В тексте Ис. 18:1-2 тот же термин используется для описания морских судов, на которых послов доставляли в Египет. В Новом Завете папирус как материал для письма именуется стандартным греческим термином χάρτα (2Ин. 12). Собственно, самим термином — «Библия» (по-гречески «Священное Писание/Книга» др.-греч. τὰ βιβλία τὰ ἅγια впервые встречается в 1Мак. 12:9 как перевод еврейского כתבי הקדש‬ [kiṯəḇe ha-qodeš]) — христианская религия обязана греческому названию папируса, которое расширительно использовалось для текстов и книг вообще. Кумранские находки свидетельствуют, что, хотя значительная часть библейских текстов переписывалась на кожах или на пергаменте, сохранились на папирусе не только греческие тексты Септуагинты, но и еврейские ветхозаветные Писания. В Египте представлены новозаветные тексты, особенно изобильные в находках из Оксиринха и Наг-Хаммади.

### Папирология
Исследованиями греческих и латинских текстов на папирусах занимается специальная историко-филологическая дисциплина — папирология. Изначально она возникла в XVIII веке в связи с находками в Геркулануме («Вилла Папирусов», раскопана в 1752—1754 годах) и в Египте (1778). Массовые находки папирусов в Фаюме в 1877—1878 годах способствовали становлению нового научного направления; термин «папирология» был введён в 1898 году в рецензии Ф. Кеньона на издание египетских находок Британского музея. Существенным толчком к развитию папирологии стали обнаружение и публикация в 1891 году «Афинской политии» Аристотеля, считавшейся утраченной в Средневековье. С 1898 года ведётся публикация оксиринхских папирусов, включающих множество отрывков из произведений древних авторов (Гесиода, Алкея, Сапфо, Пиндара, Эсхила, Софокла, Еврипида и др.), не сохранившихся в средневековых рукописях.

## Технология

### Ареал папируса как растения

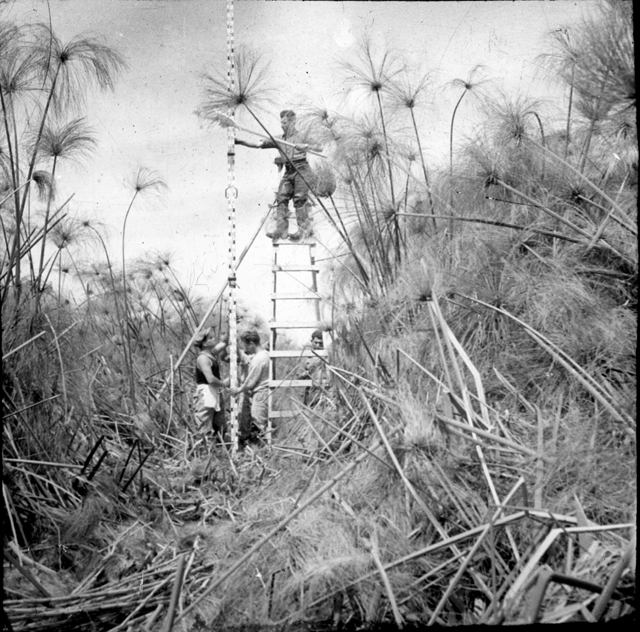
Измерение высоты растущих папирусов в долине Хула. Израиль, 1930-е годы

Биологически Cyperus papyrus относится к семейству Осоковые, которое включает почти 4000 травянистых растений. Папирус — многолетнее растение, естественным ареалом которого являются пресноводные болота; стебель трёхгранный, поддерживается переплетёнными корневищами и достигает 4—6 метров в высоту; верхушка имеет форму зонтика. По мнению А. Бюлова-Якобсена, папирус не являлся эндемичным видом для долины Нила и был искусственно перенесён из Тропической Африки ещё в глубокой древности. После прекращения его возделывания Cyperus papyrus, по-видимому, исчез; исследованиями 1960-х годов были обнаружены некоторые сохранившиеся разновидности в озёрах Вади-Натрун, но не в нильской долине. А. Бюлов-Якобсен утверждал, что вновь культивирование папируса в Египте началось в 1872 году, когда образцы из Люксембургского сада в Париже были высажены в саду Каирского музея. Развитию современной индустрии папируса в Египте (в том числе туристической) способствовал в 1960-е годы известный общественный деятель и дипломат Хасан Рагаб, посевные материалы для его Института папируса были привезены из Сицилии (по другим сведениям — из Судана).
Египтологами неоднократно предпринимались попытки подсчитать площадь папирусных угодий в древности. Основываясь на древних документах, французский папиролог Даниэль Бонно вычислила, что в Фаюмском оазисе — главной египетской житнице — в античные времена было не менее 1300 км² папирусных угодий. Нафтали Льюис, анализируя первоисточники и географическую карту, пришёл к выводу, что крупнейшими центрами производства изделий из папируса были Александрия (точнее, болотистые окрестности ведущего к ней древнего рукава дельты Нила), Саис, Мендес и Танис; основные регионы возделывания и обработки папируса завершались Мемфисом, располагавшимся южнее дельты. По мнению Джона Гаудета, в птолемеевскую эпоху под папирусом — культурным и дикорастущим — могло быть занято не менее 6500 км² долины Нила и оазисов, что сопоставимо по территории со штатом Делавэр. Огромным преимуществом папируса как технической и коммерческой культуры была его неприхотливость: он мало зависел от колебаний погоды (не перенося сухости), его почти не поражают болезни и насекомые, неохотно едят животные. Произведённые из папируса изделия пользовались устойчивым спросом на рынке, при этом почти весь писчий материал шёл на экспорт. За пределы Египта и вообще Африки папирус, вероятно, мог попасть примерно во время правления I династии, поскольку в Галилее бронзового века было раскопано несколько египетских поселений. Именно тогда он и распространился в болотистой долине Хула; проведённые радиокарбонные исследования в исследуемых образцах дали разброс в 3800—5400 лет.
Помимо Александрии, примерно с III века до н. э. папирус стали разводить на Сицилии, которая превратилась в важнейший центр производства этого материала. Точная дата развития сицилийского папирусного производства неизвестна; Н. Льюис утверждал, что впервые слово «папирус» применительно к реалиям Сицилии упоминалось в одном из посланий Григория Великого от 599 года. Адам Бюлов-Якобсен утверждал, что плантации папируса близ Сиракуз могли быть созданы (или воссозданы) арабами в Средние века. Во всяком случае, Ибн-Хаукаль, живший в X веке, упоминал, что обширные заросли этого растения имелись в долине реки Папирето, получившей соответствующее название. Эта речка пересохла около 1591 года, тогда как в источниках Нового времени посадки папируса близ Сиракуз упоминались после 1674 года. Тот же Ибн-Хаукаль писал, что большая часть сицилийского папируса шла на изготовление верёвок, а писчий материал изготовлялся только для нужд правительственной канцелярии. Страбон также упоминал, что папирус произрастал в Этрурии на Тразименском озере; по-видимому, это была другая разновидность, отличная от египетской, и она не использовалась для изготовления римской «бумаги».

### Применение папируса вне письменной сферы

#### Техническое применение
Использование папируса в древнем мире не ограничивалось изготовлением писчего материала. В нильской долине из переплетённых снопов папируса во множестве строились лодки. Папирусные суда разных размеров использовались для грузовых и пассажирских перевозок, в том числе огромных каменных монолитов, а также на охоте и рыбалке. Судя по рельефам из Ком-Омбо, ритуальной ладьёй из папируса пользовался ещё царь Птолемей X. Вероятно, формы папирусных судов затем повлияли на деревянное судостроение Древнего Египта. Мореходные качества папирусных судов были испытаны Туром Хейердалом в Атлантическом океане (две ладьи «Ра»), хотя полностью убедительными его эксперименты признать нельзя. Очень много папирусного сырья уходило на верёвки, которые широко использовались в повседневной жизни и строительстве. Образцы папирусных канатов сохранились в том числе в известняковых карьерах Туры к юго-востоку от Каира; отдельные образцы имели 6,5 см в сечении. Некоторые сцены в египетских гробницах, предположительно, изображают плетение верёвок и канатов. Геродот («История» VII, 34-36) упоминал, что при прокладке Ксерксом наплавных мостов через Геллеспонт использовались папирусные канаты. Из папируса плели циновки и одеяла, рогожные паруса; сушёные корневища служили топливом.

Техническое применение папируса
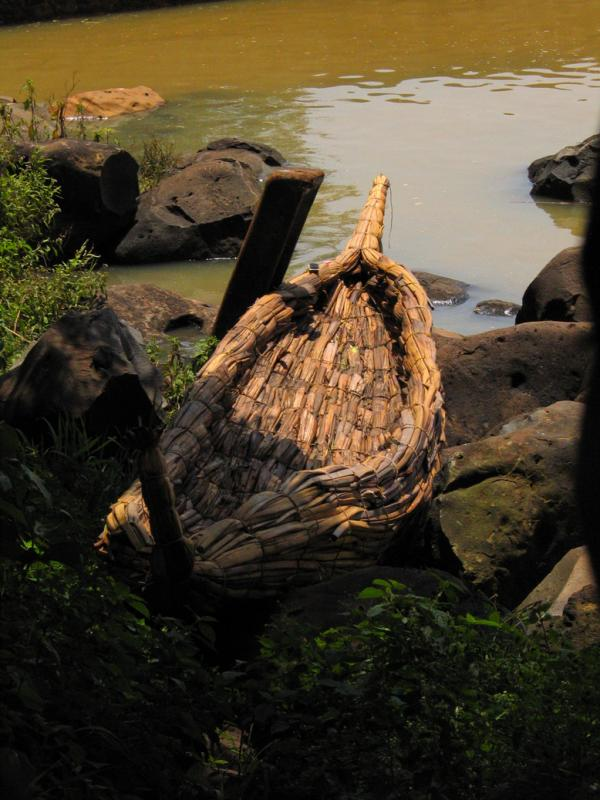
Эфиопская папирусная лодка на озере Тана. Фото 2014 года
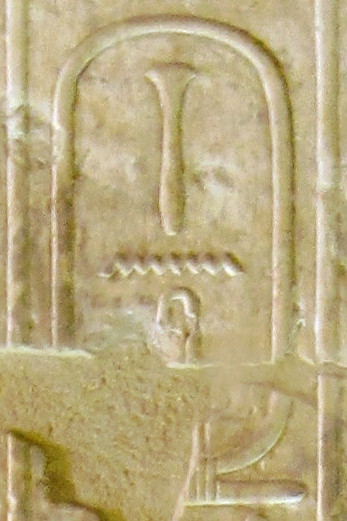
Иероглиф «папирус» в картуше из Абидосского царского списка
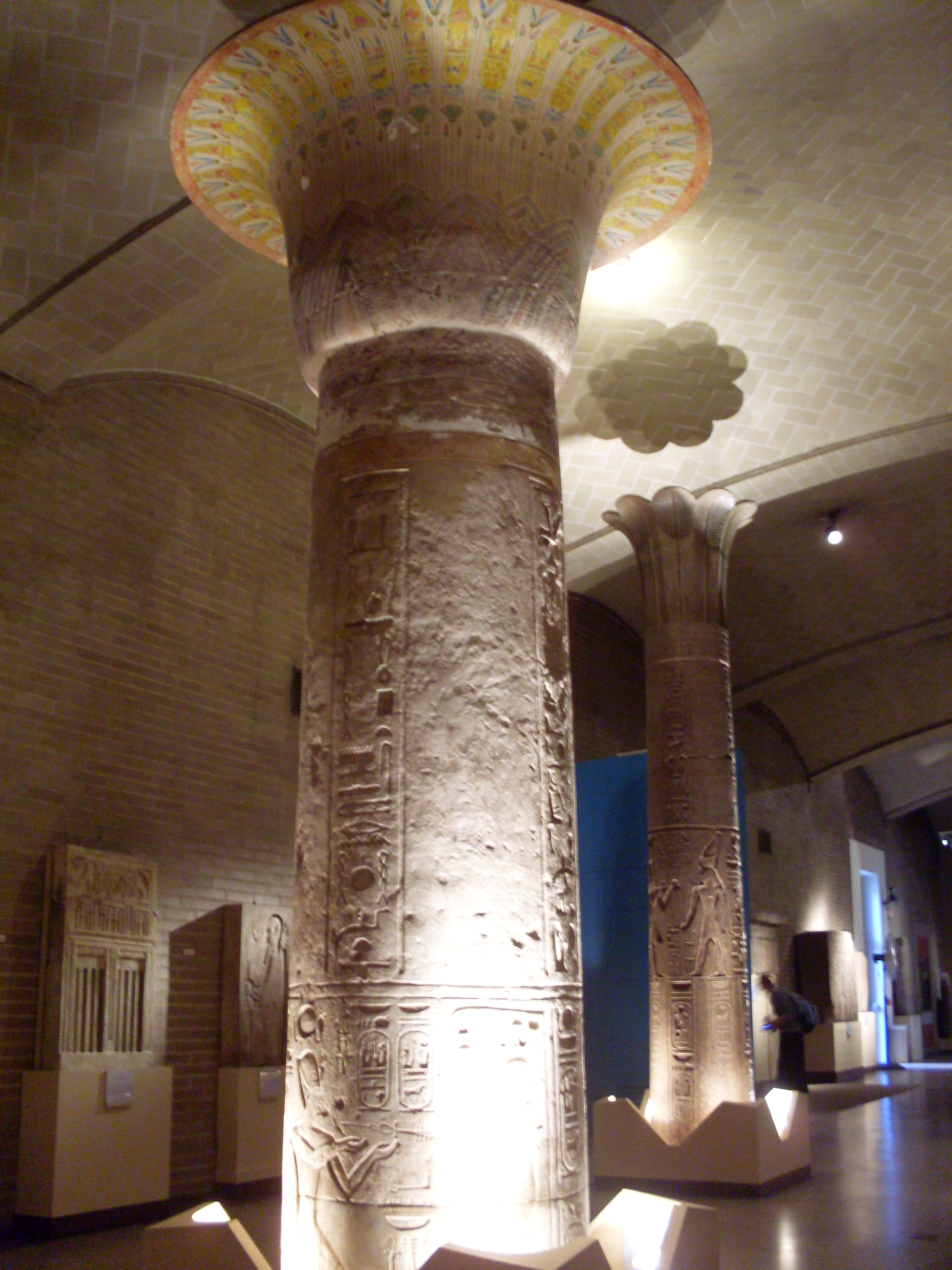
Колонны в форме связок папируса (дворец Мернептаха в Мемфисе)
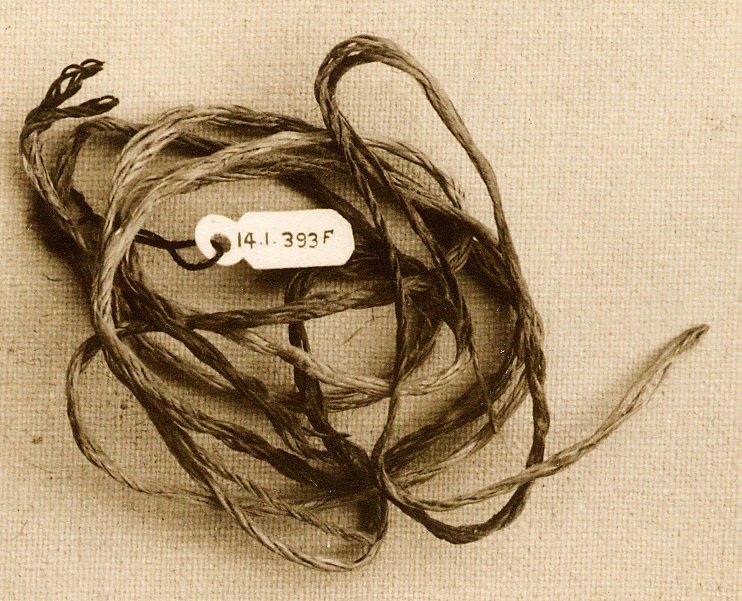
Тесёмки для связывания папирусного свитка (14.1.393f, g). Метрополитен-музей

#### Пища
Теофраст («История растений» IV, 8, 2-4) упоминал об использовании папируса в пищу «в сыром, варёном и печёном виде», а также об употреблении сока папируса и его сладком вкусе. О съедобности нижней части стебля свидетельствовали Диодор Сицилийский (I, 80, 5) и Геродот (II, 92). Проверкой этих сведений занимался в 1986 году археолог Дональд Райан. Биохимический анализ показал, что питательная ценность и калорийность папируса крайне низка, однако как грубый корм и источник клетчатки он в сочетании с другими продуктами, вероятно, играл существенную роль в древней диете. Вкус его описывается как «тонко-сладкий и привлекательный». Эксперименты по скармливанию папируса скоту в Африке показали, что зонтики богаче белками, но волокна стебля легче усваиваются, особенно в сухой сезон, когда нет других кормов. Поскольку папирус рано стал символом Нижнего Египта, его венчики и свежесрезанные побеги, судя по изображениям, служили для религиозных подношений и в качестве букетов на праздниках. Сохранилось и несколько погребальных гирлянд из папируса. В древности считалось, что сухой папирус при сжигании производит приятный запах. Гренфелл и Хант отмечали, насколько субъективно бывает восприятие: по их мнению, запах горящего папируса ничем не отличается от жжёной бумаги.

#### Медицина
Медицинское применение стеблей растения зафиксировано в папирусе Эберса, а далее упоминается у Гиппократа, Цельса, Диоскорида, Галена и Сорануса. Зола папируса (др.-греч. ἡ τέφρα τοῦ κεκαυμένου χάρτου, Gal. de comp. med. sec. loc. 13. 295) служила одним из ингредиентов составных лекарств, а также присыпкой при лечении глазных или кожных заболеваний. Листы или стебли папируса служили фиксирующими повязками или пластырями и для примочек. Византийские и ранние мусульманские авторы переписывали рекомендации своих античных предшественников. Общий корпус сохранившихся греко-латинских текстов включает около двух тысяч упоминаний папируса в медицинском контексте (включая 180 упоминаний «харты» и 40 «папируса», в том числе в текстах Орибазия, Аэция Амидского, Александра Траллийского, Павла Эгинского и Севера Ятрософиста). В античных текстах, не касающихся медицины, папирус в лечебных целях не упоминается, даже в «Естественной истории» Плиния. Нафтали Льюис обратил внимание, что в древности папирус не использовался для изготовления магических амулетов (не считая его нормального использования — как материала для записи заклинания или магической формулы, вкладываемой в медальон или подобное культовое изделие).

### Изготовление папируса

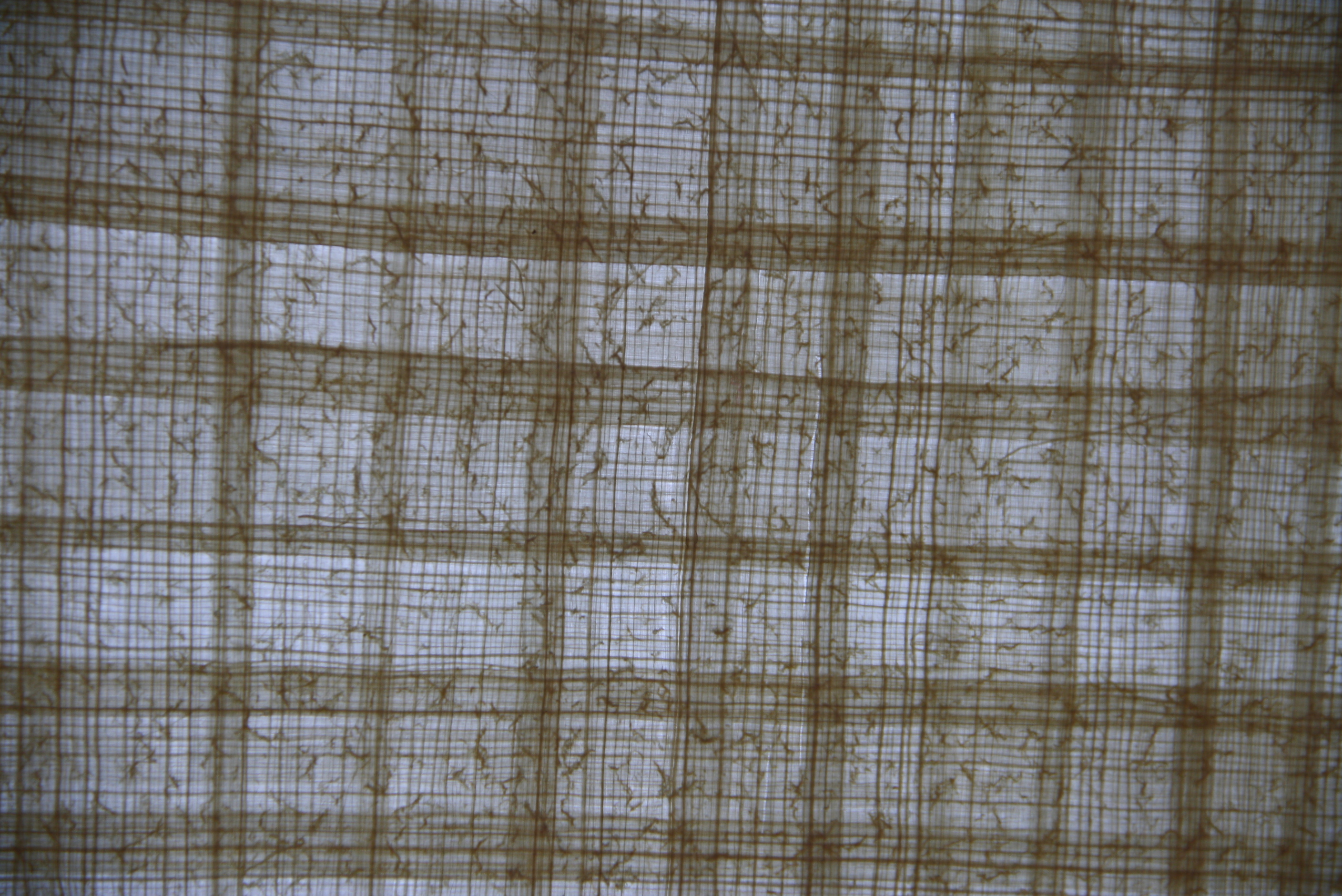
Структура готового папируса. Современная реконструкция из Музея папируса, Сиракузы

Древнеегипетские изобразительные и письменные памятники не несут вообще никакой информации об изготовлении писчего материала. Основной источник сведений о технологии производства папируса — материальной основы античной книги — главы 74—82 XIII книги «Естественной истории» Плиния Старшего. Советские и российские исследователи (в частности, В. Г. Борухович и Е. В. Антонец) полагают, что сам Плиний вряд ли видел реальный процесс изготовления папируса и основывался на трудах Теофраста и Марка Теренция Варрона. Впрочем, по мнению А. Бюлова-Якобсена, Плиний наблюдал изготовление папируса, но больше доверял имеющимся у него письменным источникам, не дошедшим до наших дней. Текст Плиния крайне сложен для понимания, поскольку в нём смешивается общеупотребительная лексика и техническая терминология, причём использованная непоследовательно. Логика его рассказа также не всегда ясна: в своём описании Плиний ставил ряд важных вопросов, в частности, о времени появления в Риме папируса как писчего материала, но его ответы обосновываются легендами. После этого он неожиданно переходит к процессу изготовления харты (лат. charta, как он именует папирус), а далее — к описанию её сортов и вновь возвращается к процессу изготовления:

Вообще, вся харта изготовляется на влажном столе, смоченном нильской водой. Мутная нильская вода усиливает клеящие свойства. Вначале кладётся нижняя схида, во всю длину будущего листа папируса; выдающиеся концы обрезаются. Затем поверх неё кладётся перпендикулярная ей, чем и создаётся «решётка». Прессуется вся харта при помощи пресса, затем харта отбивается молотом и промазывается клеем: сморщенная, она вновь растягивается и выравнивается молотом. Полученные листы высушиваются на солнце и соединяются между собой так, что лучшие листы склеиваются с подобными им. Качество листов ухудшается по мере приближения к концу всей скапы. В скапу соединяются всегда не более 20 листов.— Перевод В. Г. Боруховича

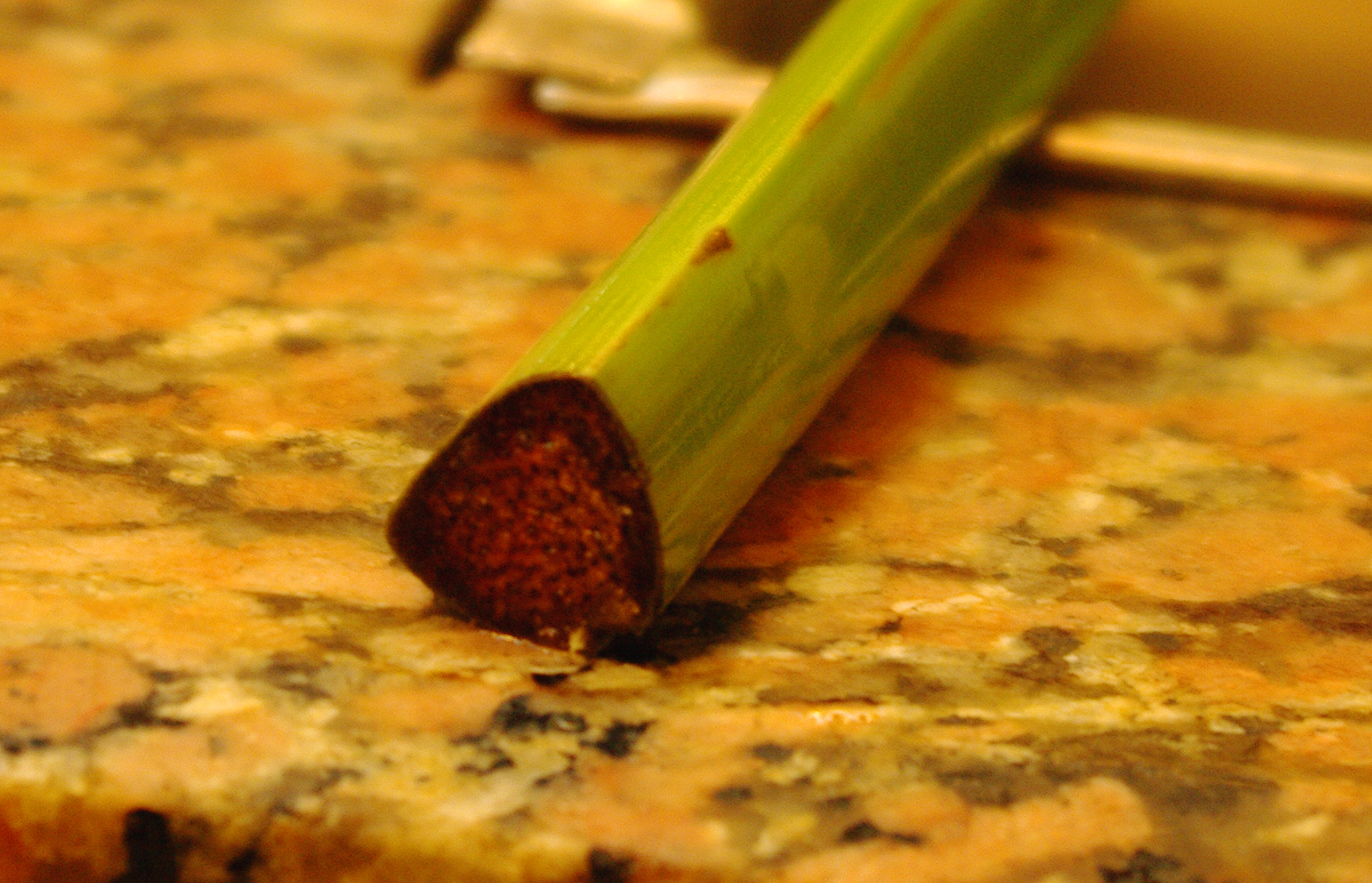
Сечение стебля папируса

Схема-реконструкция изготовления папирусного листа. Стебель папируса имеет трёхгранную форму, представлены возможные схемы его расчленения

Плиний использовал здесь греческую терминологию: «схида» — это полоски папируса, уложенные в форме будущего листа, «скапа» — стандартный свиток. Листы склеивались в скапу так, что та сторона, где полоски волокон — филюры — идут горизонтально, заворачивалась внутрь, а сторона с вертикальными филюрами — наружу. Писали сначала по внутренней стороне, при таком сворачивании текст предохранялся и от загрязнения. Внутреннюю сторону именуют rectum, наружную — versum. Последняя исписывалась лишь при нехватке материала. Археологические находки подтвердили, что в скапу действительно склеивали не более 20 листов; если же их было больше, то через каждые 20 ставился номер склейки. Такой порядок был разработан ещё во времена Рамзеса III, как явствует из находок в Мединет-Абу. Склейки обычно делались столь аккуратными, что стык листов мог располагаться посреди колонки с текстом, и это не мешало работе писца. Самый большой из известных античных папирусов обнаружен в Геркулануме, в колофоне которого указано 95 склеек и 137 колонок с текстом.
В целом текст Плиния содержит много неясностей. Вышедшая в 1974 году монография Н. Льюиса вызвала комментарии А. Бюлова-Якобсена (1976) и Й. Хендрикса (1980, 1984). Проведённые ранее эксперименты в сочетании с новым истолкованием текста позволили понять, что при изготовлении папируса имело значение место стебля, дававшее волокно, — ближе к верхушке или корневищу. Число волокон было одинаково для всего стебля, но в корневой его части они были толще и реже расположены, а в верхушке — тоньше и плотнее, что и позволяло изготовлять различные сорта папируса. Таким образом, чем выше к верхушке брался материал, тем хуже было его качество и тем у́же были готовые листы, поскольку меньше был периметр стебля, расщепляемого на волокна. В 2007 году новую интерпретацию предложила Е. В. Антонец (МГУ им. М. В. Ломоносова). Проведя исследование технической терминологии по всем текстам Плиния, Е. Антонец и А. Солопов утверждают, что интерпретация А. Бюлова-Якобсена (поддержанная И. Фихманом) невозможна с точки зрения латинского языка. Поэтому пассаж ΧIII.74 следует переводить следующим образом:

«Писчий материал (charta) приготовляется из него (папируса), разделённого (diuiso) иглой на очень тонкие, но как можно более широкие полоски (philyrae). Первенство (в процессе разрезания) — у середины (сердцевины стебля), а оттуда надрезы по порядку (параллельно первому)».

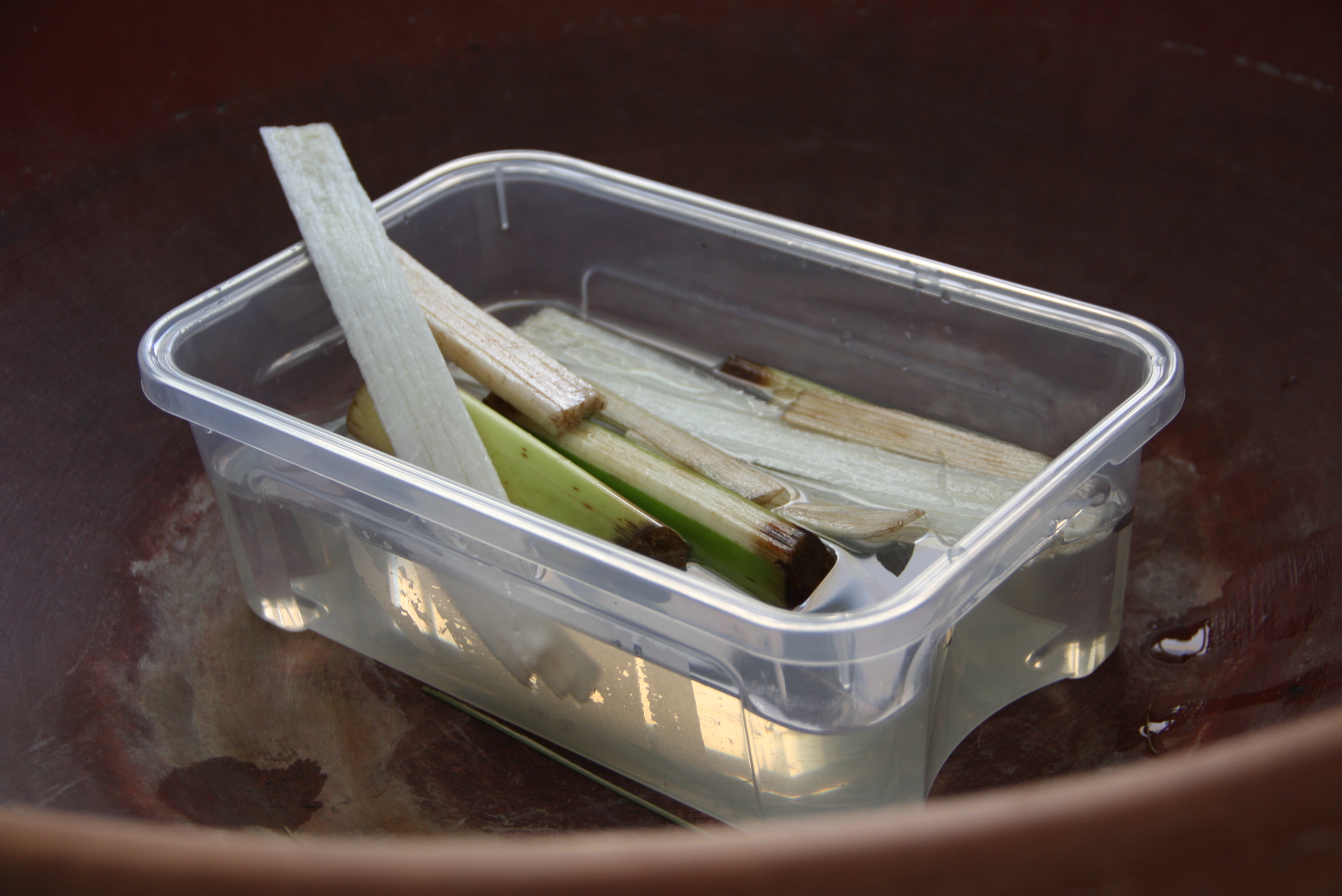
Разрезанные стебли папируса перед дальнейшей обработкой. Музей папируса в Сиракузах

Данная интерпретация подтверждается техникой, которая применяется на Сицилии: стебель начинали разрезать с одного из углов, разрез вёлся перпендикулярно противолежащей стороне, а остальные разрезы шли параллельно ей, постепенно приближаясь к углам. Данная техника была разработана в середине XVIII века, но непрямым образом могла восходить к более древним эпохам.

### Сорта античного папируса
Сопоставляя сведения Плиния с другими источниками, В. Г. Борухович составил следующий перечень используемых в античности сортов папируса:
1. Charta hieratica — «иератический сорт», шириной около 25 см. Использовался для изготовления особо ценных книг (в частности религиозных, откуда и происходит название). Изготовлялся из самой сердцевины папирусного стебля. Этот сорт был самым светлым и тонким, и на нём писали только с одной стороны. Позднее он был переименован в «августовскую харту», в честь первого римского императора, а название «иератический» было перенесено на третий сорт.
2. Charta liviana — «ливиевская харта», названная так в честь Ливии, супруги Августа. Не уступала по качеству августовской харте.
3. Charta clavdiana — «клавдиевская харта», которая изготовлялась путём склеивания попеременно листов августовской и ливиевской харты.
4. Charta fanniana, «фанниевская харта», шириной около 19 см. По сообщению Плиния, её изготовляла мастерская Фанния.
5. Charta amphitheatrica — шириной около 17 см. Название её происходит от места производства в Александрии.
6. Charta saitica — папирус довольно низкого качества, изготовлявшийся в районе египетского города Саиса.
7. Charta theneotica — по качеству ещё ниже предшествовавшей; она также называлась по месту изготовления, что следует из текста Плиния.
8. Charta corneliana — её качество определить сложно; названа по имени Корнелия Галла, префекта Египта, назначенного Августом.
9. Charta emporica — «купеческая харта», низший сорт, используемый как обёрточная бумага.

В «Этимологиях» Исидора Севильского (VI, 10, 2—5) приводится другой список сортов папируса, в котором не упоминается «клавдиев» и «фанниев» папирусы, тенеотский сорт поднялся на четвёртое место, а его место у Плиния занял «корнелиев» сорт. Предположительно, Исидор мог заимствовать данный вариант классификации из сочинения Светония «О знаменитых мужах».
Приведённый перечень не исчерпывает всех сортов папируса, указания на которые встречаются в античных источниках. В разные времена, и до Плиния, и после него, в римских источниках встречаются названия «царской харты» (в качестве одного из лучших сортов), мемфисской харты, белой харты и т. д. «Царский» сорт упоминал Катулл (XXII, 6) как материал для переписки роскошных книг. Ширина находимых в Египте папирусов не всегда соответствует указанным стандартам. Профессор Ярослав Черны отмечал большое разнообразие форматов папирусных листов и свитков, обнаруживаемых на раскопках: от 16 до 42 см в ширину и до 47 см в высоту; в стандартном свитке времён античности строго 20 папирусных листов в склейке. Самый крупный формат изо всех сохранившихся у Папируса Ани (высота 47 см при длине в 67 м); исследовавший его Уоллис Бадж утверждал, что, по крайней мере, некоторые стебли, пошедшие на его изготовление, имели в длину около 20 м и 8 см в сечении.

### Техника письма

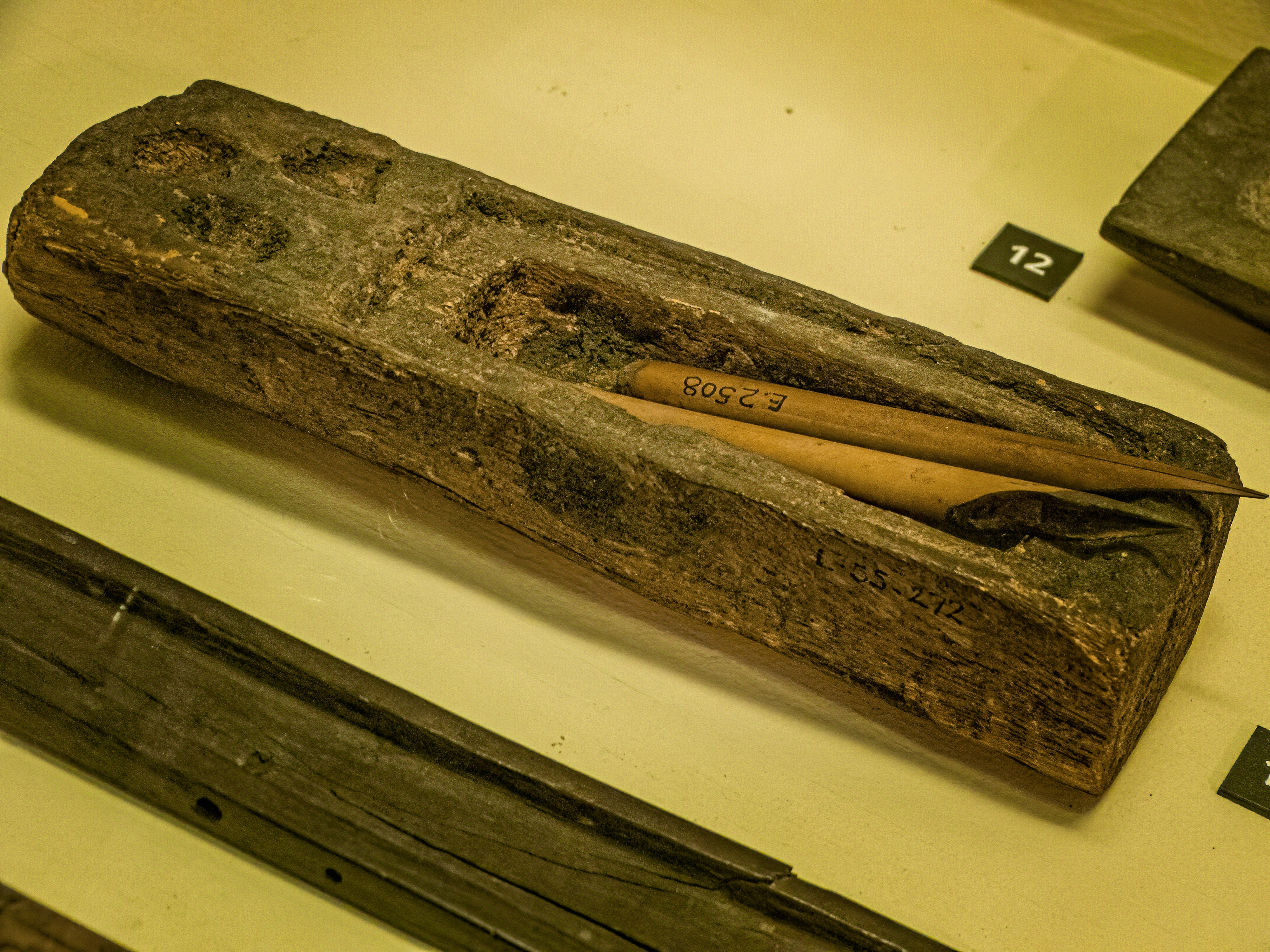
Палетка писца и два каляма. Penn Museum

С древнейших времён и приблизительно до III века до н. э. древние египтяне использовали для письма ситник Juncus maritimus, растущий в соляных болотах. Сохранившиеся образцы XII династии имели длину 40 см и диаметр 2,5 мм; камыши XVIII династии имели от 16 до 23 см в длину и приблизительно 1,5 мм в диаметре. Кончик такого камыша срезался наискось, приобретая форму плоского долота. Кисти, напоминающие по форме помазок, использовались только для живописи. В греко-римскую эпоху для письма стали использовать обрезанный под острым углом тростник того же вида, название непосредственно тростника распространилось и на орудие письма — по-гречески каламос (др.-греч. κάλαμος перешло в арабский язык), по-коптски — каш. Калямы достигали 20 см в длину и 1,5 мм в диаметре. С III века их стали расщеплять, что позволяло выписывать тонкие линии. Известно, что монахи обители Св. Епифания в Фивах использовали тростники длиной 25 см и диаметром 1 см, которые обрезали по мере износа. Для старых перьев использовали деревянные удлинители. Строки на папирусе разлиновывали свинцовым колёсиком. Чернила (др.-греч. μέλαν, лат. atramentum) в Древнем Египте всегда изготовляли из сажи или охры, замешанной на гуммиарабике; сухие чернила спрессовывались в брусочки, наподобие современных акварельных. Чернила разводили водой в пропорции 2:1. В 2020 году команда учёных Копенгагенского университета предприняла новое исследование чернил на образцах римского времени из Тебтуниса. Физико-химическими методами были обработаны 12 образцов чёрных и красных чернил; во всех образцах был обнаружен свинец. Был сделан вывод, что свинец служил присадкой, обеспечивавшей лучшее впитывание и скорейшее высыхание чернил.

### Сохранность
В существующей исторической и археологической литературе встречаются противоположные мнения по вопросу о технических свойствах и сохранности папируса как письменного материала. Современные археологи отмечают, что некоторые образцы папирусов сохраняли изначальные свойства даже после очень длительного срока. Известный папиролог Вильгельм Шубарт в 1961 году писал:

Мне приходилось держать в руках иератический свиток, которому было более трёх тысяч лет, но он сохранял мягкость и упругость как шёлк-сырец — настолько, что его свободно можно было сворачивать и разворачивать.

Ещё в 1995 году кураторы Берлинского Египетского музея демонстрировали 3000-летний папирусный свиток, который можно было безо всяких повреждений развернуть и свернуть обратно. В то же время В. Г. Борухович отмечал, что папирус не был эластичным, часто ломался, листы папирусных кодексов быстро обтрёпывались от постоянного перелистывания. Древние авторы также утверждали, что папирусные свитки изнашивались довольно быстро. Папирус как материал был чувствителен к атмосферной влаге и любым механическим повреждениям, так что в античности книга-свиток старше 200 лет была большой редкостью. Напротив, Н. Льюис писал, что у самого Плиния имеется замечание, что ломкость папируса определяется нарушением технологии его склеивания; среди кумранских свитков из Палестины имеются примеры наклеивания изношенного пергамента на папирусную основу, а не наоборот. В античных и средневековых источниках встречаются самые разнообразные свидетельства. Сулла доставил в Рим автографы Аристотеля (иными словами, им было около 250 лет), но они были в плохом состоянии из-за небрежности при перевозке, и их восстановлением занимался Андроник Родосский. Гален упоминал о разысканиях в книгах 300-летней древности. Миланский историк Тристан Калько в 1500 году отыскал папирусный документ времён правления Одоакра, то есть к тому времени свитку было около тысячи лет, и он не подвергался никаким мерам по консервации.
Проведённые в 1980-е годы физико-химические исследования Швейцарской высшей технической школы показали, что степень сохранности папируса отчасти зависит от содержания лигнина в исходном сырье. Содержание воды во всех образцах стабильно, составляя примерно 10 % от массы. Потемнение папируса также зависит от степени полимеризации составляющих лигнина. При отбивании исходного сырья содержание лигнина снижалось из-за разрушения и промывания. Исследования также показали, что образцы, изготовленные до 350-х годов до н. э., содержали крахмал, который в последующие века не использовался. Поскольку при разрезании и отбивании поверхность волокон становилась неровной, крахмалом отглаживали поверхность готовых листов.

## Стоимость папируса

### Папирусные плантации

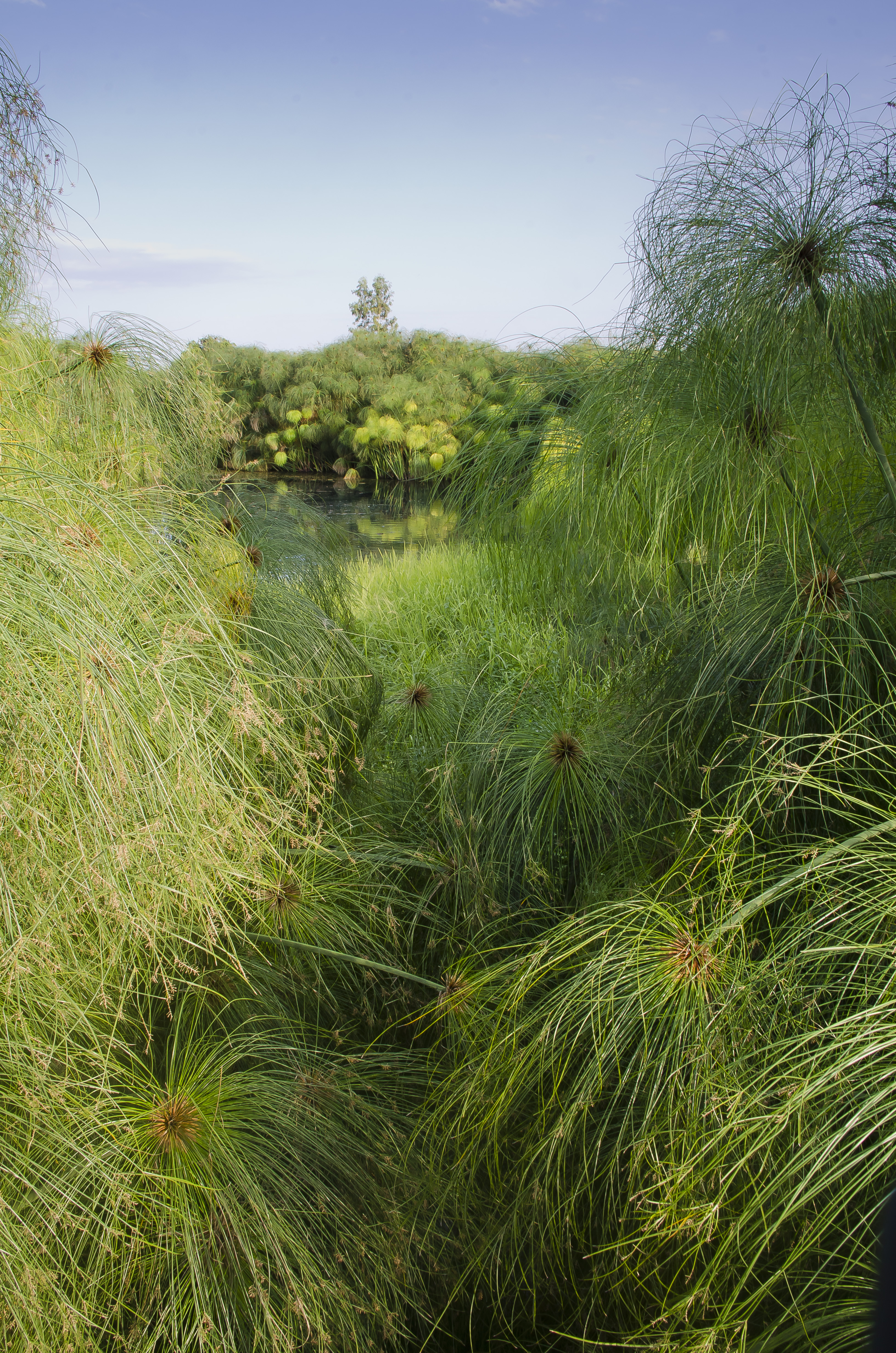
Посадки папируса в Сиракузах

В античных источниках не существует никакой статистики общего производства или потребления папируса как сырья и как писчего материала; существующие свидетельства единичны и отражают реалии своего времени и региона. Известно, что как минимум однажды в Египте III века до н. э. в одном из поместий была куплена партия в тысячу папирусных свитков или даже более. Бухгалтерия этой плантации потребляла по 10—20 свитков папируса в день и однажды использовала 434 свитка за 33 дня. В 112 году до н. э. некий деревенский чиновник купил 130 свитков за период в восемь дней. Самое простое обобщение показывает, что в Египте, вероятно, производилось около миллиона папирусных свитков в год. Организацию производства папируса в Египте можно более или менее представить только для птолемеевской и римской эпох. Выращивание сырья и его обработка не были царской монополией, однако сбыт свитков неизменно находился под контролем государства; тем не менее отсутствует возможность конкретизации выводов.
Сохранились античные документы, свидетельствующие о существовании и функционировании папирусных плантаций на рубеже нашей эры (датированы периодом 6—25 годов правления Августа, то есть 21 года до н. э. — 2 года н. э.). Все эти документы происходят из Александрии — крупнейшего в древности центра производства и экспорта папируса: в них была обёрнута мумия их владелицы. Владелица плантаций — Дионисия Александрийская — сдавала участки папирусных зарослей в аренду. В контракте 5 года до н. э. плантация передавалась на три года неким Гиераксу и Папосу за 5000 серебряных драхм. Сумма распределялась следующим образом: с сентября по февраль — по 250 драхм в месяц; с марта по август — по 583 драхмы 2 обола в месяц. При этом арендаторы не имели права платить подённым рабочим выше установленной таксы. Особо оговаривались технические моменты, которые касались методов сбора сырья; например, чтобы рабочие не оставляли в воде пеньков, что, вероятно, способствовало загниванию и заиливанию каналов. Арендаторы при этом не могли отказаться от контракта даже в случае стихийных бедствий или «неприятностей с властями». Размер штрафа был установлен в 50 % положенной по сроку арендной платы + 1000 драхм дополнительно; в случае невыполнения условий полагалось тюремное заключение. Помимо собственно арендной платы, арендаторы обязывались поставить по 100 «нош» папируса (в 6 «охапок» каждая) в год. Субаренда запрещалась. Видимо, хозяйка плантации владела в городе мастерской по изготовлению писчего папируса, для которой требовалось сырьё. Вывод этот делается из-за особых условий в контракте: арендаторы не имели права изготавливать канаты, паруса, циновки и прочее, а также им запрещался выпас скота в папирусных зарослях. Тексты контрактов позволяют представить саму папирусную плантацию: она была покрыта густой сетью каналов, причём крупные именуются «реками»; мелкие каналы пересекали «реки» под прямым углом. Арендаторы обязывались поддерживать их в хорошем состоянии: подразумевалось, что по каналам можно было плавать на лодке. От арендаторов требовалось периодически чистить каналы и поддерживать слой земли по берегам.

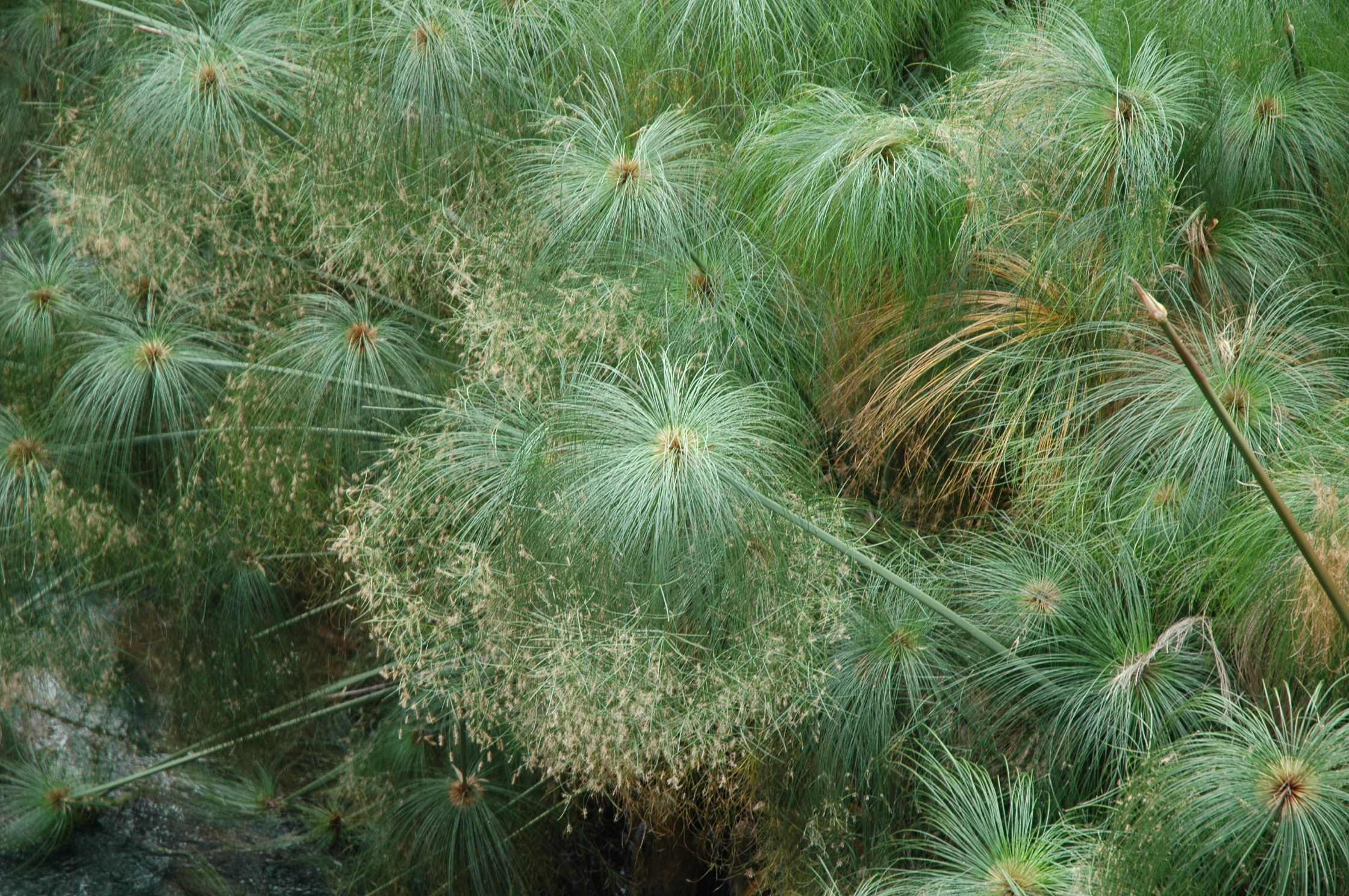
Папирусные посадки в Сиракузах

Из римских документов Арсиноитского нома (в Фаюме) известно, что в Гераклидском районе в деревне Сокнопей-Несус существовало две папирусные плантации. Если идентификация верна, протяжённость одной могла достигать двадцати миль; не вызывает сомнения, что ко времени правления Тита такие плантации сделались императорским владением. Обработкой этих пространств по-прежнему занимались арендаторы, которые покупали лицензию для работы с папирусом. Иногда за работой плантаций следили местные куриалы, что входило в их литургические обязанности. Во II—III веках некоторые папирусные плантации были осушены и превратились в пашни. Доходность этих предприятий может быть определена лишь приблизительно, поскольку сохранилось всего два арендных контракта с папирусных плантаций. Контракт из Феадельфии от 87 — 88 года нашей эры предусматривает плату в 2000 драхм за выпас скота, рыболовство, охоту и сбор папируса на территории плантации. Квитанция 90 года н. э. из Феогениса содержит указание на выплату 500 драхм за пользование малой плантацией. В упомянутом выше архиве Дионисии Александрийской под 17-м годом правления Августа упоминаются арендаторы, взявшие ссуду в 200 драхм, которую должны были погашать из расчёта одной драхмы в день, а в счёт процентов обязались продавать по цене ниже рыночной 20 000 охапок и 3500 «нош» (в 6 охапок) папирусных стеблей в шестимесячный срок. Интерпретация документа позволяет понять, что как минимум с июня по ноябрь (египетские месяцы паини — хатир) папирус можно было собирать каждый день; вероятно, этим объяснялось условие выплат, поскольку продажи следовали также ежедневно.
Перечисленные выше примеры привели Н. Льюиса к предположению, что в эпоху Августа в Египте существовал картель владельцев папирусных предприятий и плантаций, который диктовал цены на рабочую силу, сырьё и, как следствие, на отгрузочные цены для внешних к Египту рынков. Документы свидетельствуют, что мастерские по производству свитков и прочих материалов могли функционировать круглый год, но главный сезон сбора папируса охватывал только три летних месяца. С сентября начинался разлив Нила, который обычно длился до марта; это делало доступ к растениям затруднительным. Судя по изображениям на стенах египетских гробниц, технология вообще не менялась: стебли выдёргивали с корнем и связывали в снопы, которые переносили на спине или погрузив в лодку. Судя по документам римской эпохи, урожаем распоряжался владелец по своему усмотрению (часто упоминаются плетение и продажа циновок). Как осуществлялось налогообложение, неизвестно; предположительно это был налог с продаж.

### Папирусные мастерские
О функционировании мастерских по производству папирусной «бумаги» неизвестно вообще ничего. Здесь возможны только логические выкладки: папирус — водное растение и быстро высыхает. Эксперименты Британского музея показали, что стебли усыхали и темнели в течение 48 часов; предположительно, в Египте этот срок был ещё короче. Из этого следует, что папирусные мастерские не могли располагаться далеко от источников сырья: это обеспечивало бесперебойную работу, а также минимизировало расходы на транспортировку. Единогласные заявления античных географов, что папирус производился только в Александрии, должны означать, что этот город был экспортным центром. Даже названия сортов папируса у Плиния демонстрируют, что за пределами Александрии папирус изготовлялся как минимум в Саисе (в 60 милях на юго-восток от столицы) и Тенеосе; местоположение последнего до конца не установлено. В письме от 256 года до н. э. упоминается мастерская в Танисе в 20 милях к востоку от Мендеса (который, в свою очередь, расположен в 100 милях от Александрии). За пределами дельты Нила число свидетельств сокращается ещё более. Есть версия, что писец из Керкеосириса 112 года до н. э. в короткий срок оплатил через посредника партии в 10, 22 и 38 папирусных свитков и получил их непосредственно у производителя, который располагался на территории Арсиноитского нома, но не в той же самой деревне. Никаких сведений об организации производства свитков, размере предприятий, статусе рабочих и отношениях в системе государственной монополии не существует. По косвенным данным, в Птолемеевском государстве чиновники обязывались пользоваться для официальных документов папирусом с царскими штампами от официальных поставщиков, но этот порядок постоянно нарушался. Государство не было в состоянии монополизировать папирусный рынок.

### Цены на папирус

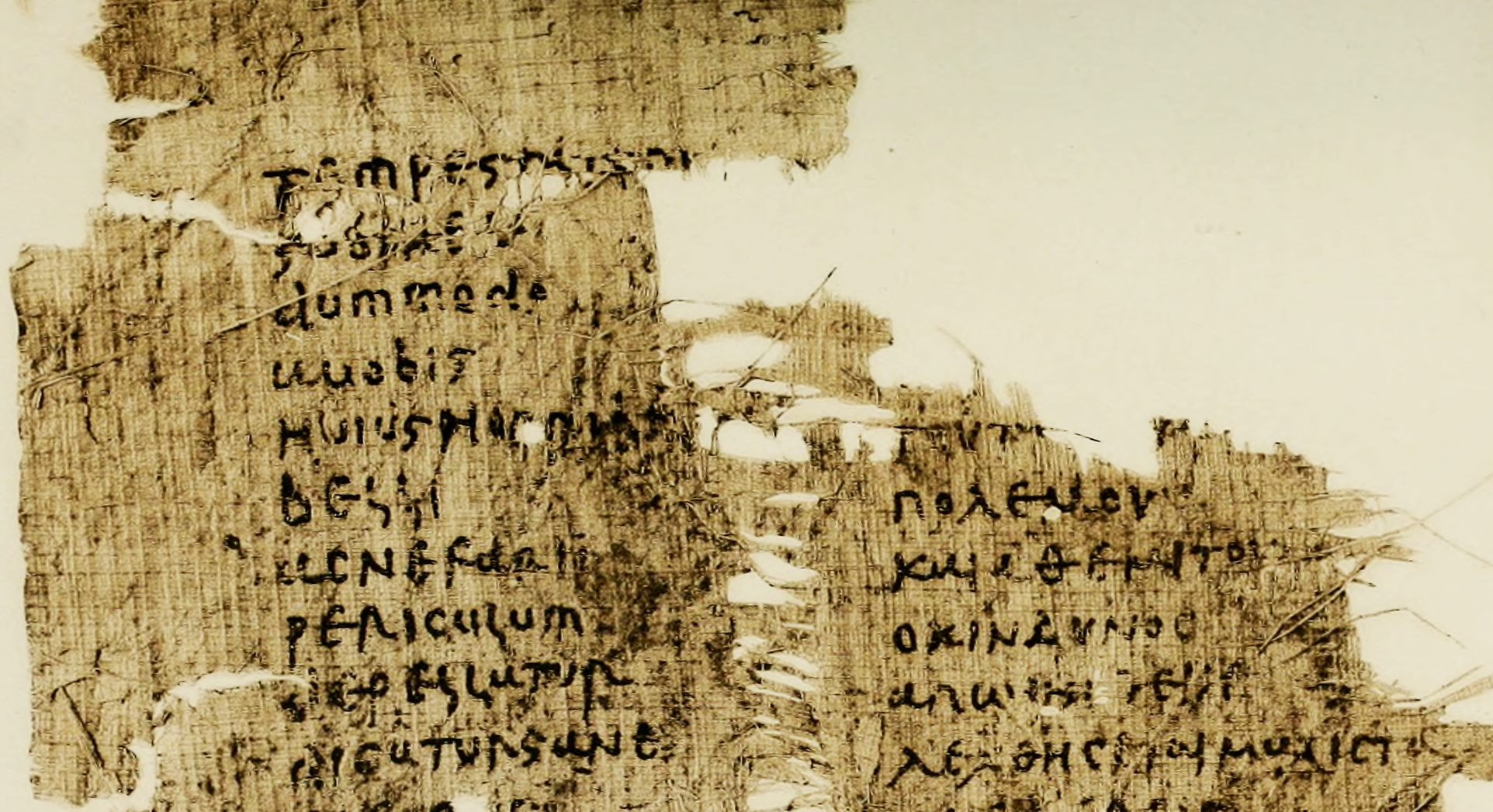
Двуязычный текст речи «К Катилине» Цицерона — латинский оригинал и греческий перевод. Папирусный свиток V века. P. Ryl. I 61 «recto»

Множество антиковедов (включая В. Шубарта и В. Боруховича) утверждали, что папирус в классической древности являлся дорогим материалом и что цены на него были стабильно высоки. Нафтали Льюис, проанализировав имеющиеся первоисточники, заключил, что в средних социальных слоях (начиная от богатых крестьян) папирусная «бумага» и книги хотя и относились к предметам роскоши, но были вполне посильны как «непредвиденные расходы». Специальное исследование стоимости папируса опубликовал в 1995 году библиотекарь Британского музея Теодор Скит. При этом он отметил, что такая постановка вопроса является современной, ибо ни в одном древнем источнике авторы не пытаются указать сравнительную стоимость и оценить папирус как «дешёвый» или «дорогой». Основная аргументация Шубарта (и цитировавшего его В. Боруховича) примерно такова: в афинской надписи конца V века до н. э. перечисляются расходы по строительству одного из сооружений Акрополя. В графе «расходы» указано: «Были куплены две харты, на которых были записаны копии, за две драхмы и четыре обола». Эта сумма оценивается как «значительная»: афинское государство платило членам суда присяжных (эти деньги часто были единственным источником существования их семей) два, позднее три обола — причём в драхме было шесть оболов. В IV веке до н. э. один лист папируса стоил два халка, то есть четверть обола (известно из речи Демосфена «Против Дионисодора»). Следовательно, за обол можно было купить четыре таких листа, а за драхму — 24, то есть целый свиток. Некорректность этих выкладок была представлена Н. Льюисом: в одной из надписей Эрехтейона 407 года до н. э. зафиксирована продажа двух «харт» за 1 драхму и 4 обола для фиксации расчётных записей, которые по определению помещались на свитке, а не на листе папируса. Существуют немногие свидетельства о ценах в эллинистическую эпоху: из надписи на Делосе III века до н. э. следует, что «харта» стоила от 1 драхмы 3 оболов до 2 драхм 1 обола. Они подтверждают двойственность термина «харта», который в словаре Гезихия и «Суде» синонимичен «тому». Египетские находки свидетельствуют, что папирус использовался для утилитарных документов, таких как таможенные и налоговые квитанции. Единственным во всей античной литературе свидетельством того, что папирусный свиток «дешёвый» (относительно чего-то ещё) является эпиграмма Марциала (I, 66).

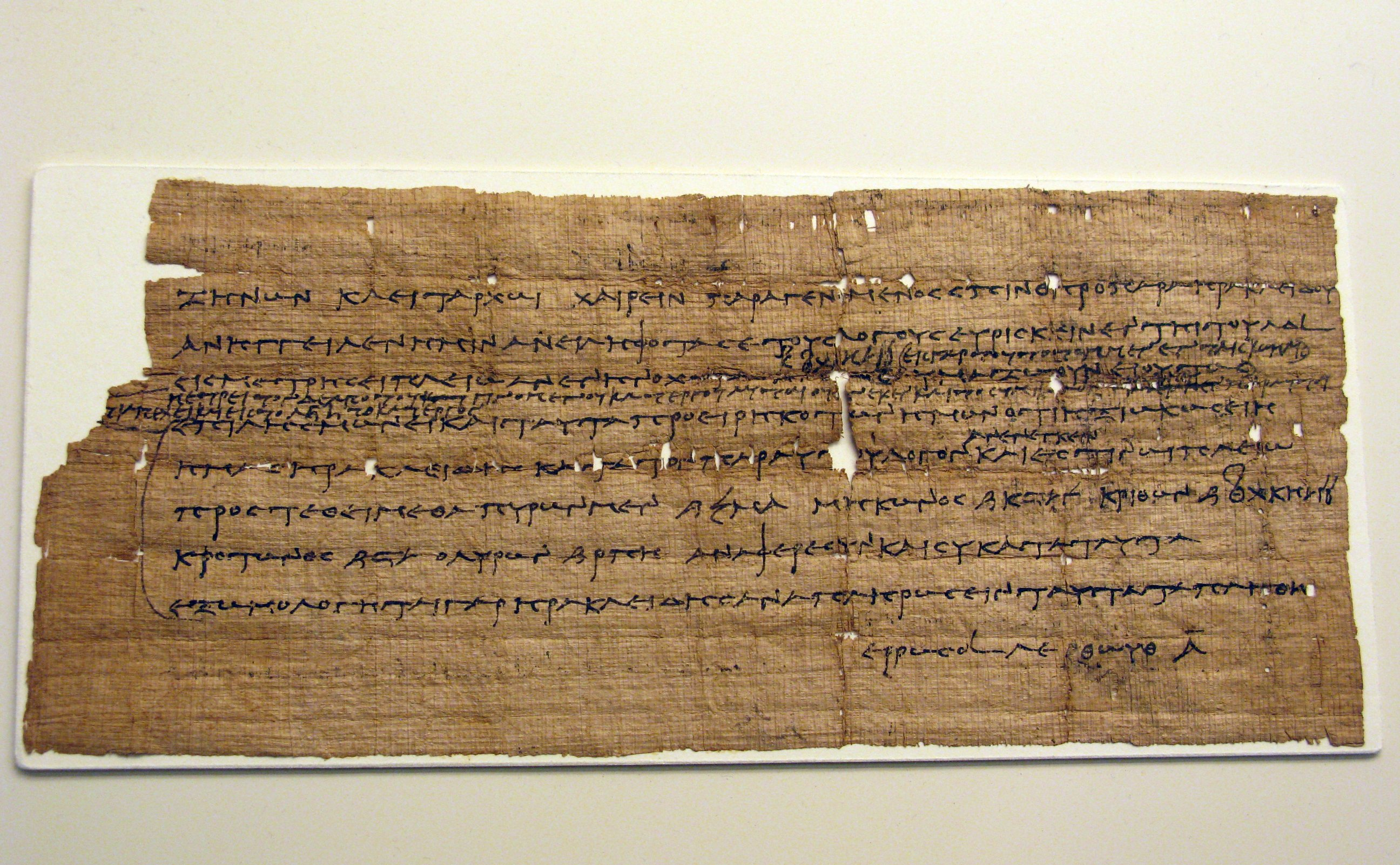
Папирус из архива Зенона — администратора в Фаюме. Примерно III век до н. э. Национальный археологический музей (Афины)

Одним из доказательств дороговизны писчего материала в позднейшие эпохи (конкретно пергамента) является широкое распространение палимпсестов. Возможность смывания текста с папируса была зафиксирована многими авторами, начиная с Эсхила («Агамемнон», 1329) и заканчивая Аммианом Марцеллином (XV, 5, 12). В Тебтунисе был найден счёт за губку ценой в один обол, несомненно предназначенную для смывания текста (вероятно, в целях исправления ошибок писца). Свидетельств массового повторного использования папирусов не существует. По-видимому, это объяснялось сложностью обработки целого свитка длиной в 10 метров или более; напротив, найдено большее число опистографов — ранее исписанных папирусов, у которых использовалась незаполненная сторона. 91 % оксиринхских папирусов были использованы повторно, и значительная их часть была обнаружена в мусорных кучах. Это, как и в случае с остраконами, иллюстрирует принцип: «материал, который ничего не стоит, всегда будет дешевле, чем который что-то стоит».
Вычисление реальной стоимости папируса встречает почти непреодолимые затруднения. В сохранившихся античных приходно-расходных книгах иногда указана стоимость папируса, но ни разу не сообщается о размерах или сортах (в том числе перечисленных Плинием). Цены демонстрируют огромный диапазон и были подвержены серьёзным колебаниям. Надёжный материал дают деловая переписка из Тебтуниса 45—49 годов нашей эры и семейный архив египетских магнатов Аппианов III века. Переписка свидетельствует, что стоимость стандартного свитка составляла 8 драхм (с мелкими колебаниями: один раз упоминается 1 драхма 1 обол, дважды — 23 обола и дважды 20 оболов), то есть не изменилась за два века, в течение которых общий рост цен составил примерно 100 %. О порядке цен свидетельствует то, что в I веке н. э. дневной заработок квалифицированного рабочего составлял 1 драхму, а по архиву Аппианов — две драхмы. В Тебтунисе цена артабы пшеницы в среднем составляла 8 драхм, а в поместьях Аппианов — 16 драхм 4 обола. Сопоставляя данные и констатируя удвоение значений, Т. Скит сделал вывод, что в Тебтунисе использовались свитки удвоенного размера.
Нафтали Льюис составил следующую таблицу, в которой суммировал данные по ценам на папирус из сохранившихся источников:
| Дата                          | Источник                                           | Место, величина                             | Примерный дневной заработок        |
| ----------------------------- | -------------------------------------------------- | ------------------------------------------- | ---------------------------------- |
| 407 год до н. э.              | IG, I, 374                                         | Афины, 1 драхма 2 обола                     | 1 драхма                           |
| Между 279—179 годами до н. э. | IG, XII, 2                                         | Делос, 1 драхма 3 обола — 2 драхмы 1 обол   | 1—2 драхмы                         |
| 259—257 годы до н. э.         | P. Cairo Zenon 59010, 59687, 59688 + P. Col. Zenon | Египет, 3½ — 4 обола                        | 1 — 2½ обола                       |
| 251 год до н. э.              | PSI 572                                            | Египет, 1 драхма 1 обол                     | 1—3 обола                          |
| 112 год до н. э.              | P. Teb. 112                                        | Египет, 100 медных драхм                    | 80 медных драхм                    |
| II век до н. э.               | BGU 1233                                           | Египет, 1 драхма                            | 2 обола                            |
| 35 год н. э.                  | P. Princ. 13                                       | Египет, 1 драхма                            | 2½ обола                           |
| 45—49 годы н. э.              | P. Mich. II                                        | Египет, 3 драхмы 2 обола — 4 драхмы 2 обола | 5—6 оболов                         |
| II век н. э.                  | P. Teb. 347                                        | Тебтунис, 2 драхмы                          | 4—9 оболов (между 105—126 годами)  |
| II—III век н. э.              | P. Oxy. 1727                                       | Оксиринх, 2 драхмы 5½ оболов                | 4—12 оболов (между 113—259 годами) |
| II—III век н. э.              | P. Oxy. 2423                                       | Оксиринх, 1 драхма 2 обола                  | 4—12 оболов (между 113—259 годами) |
| 260 год                       | P. Lond inv. 12 892                                | Египет, 4 драхмы                            | 2 драхмы (между 258—259 годами)    |
| III век                       | P. Lond. 965                                       | Египет, 10 драхм 3 халка                    | То же                              |

### «Вызов кодекса» и использование папирусного материала

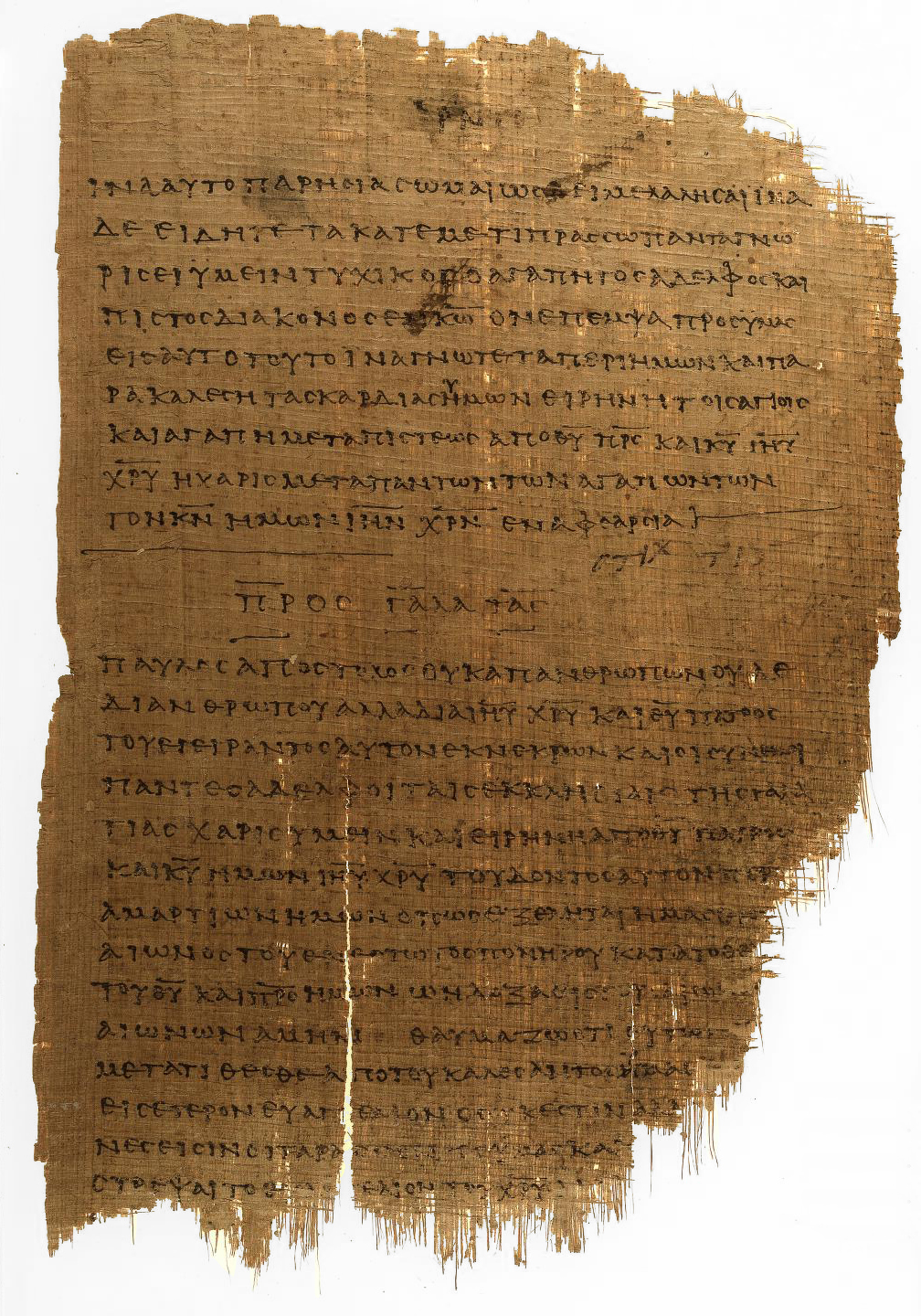
Послание к Галатам, переписанное на папирусном кодексе между 150 и 250 годами. Manuscript 6238, 158 r. Мичиганский университет

Самой распространённой формой книг в древности был папирусный свиток, который по археологическим данным господствовал до III века. Принцип соединения пачки листов восходил к восковым табличкам, по образцу которых изготовлялись и книги — кодексы. По-видимому, первые кодексы сшивали из разрезанных папирусных свитков, поскольку повреждённый свиток было нельзя сворачивать и разворачивать без дальнейшего разрушения. Далее кодексы стали изготавливать намеренно, сначала — из папируса. Именно из папирусных листов составлены древнейшие дошедшие до нас кодексы, все сохранившиеся в Египте; имеются о них упоминания и в античных источниках. Так, Кассиодор завещал своим духовным братьям по Виварию папирусный кодекс (лат. codex chartaceus), который содержал в себе весь текст Библии. От того же VI века дошёл в составе собрания Амброзианской библиотеки папирусный кодекс с латинским переводом «Иудейских древностей», текст при этом был записан на обеих сторонах листа. К III веку доля кодексов среди всех папирологических находок составляла не более 6 %. Однако далее свитки стремительно утрачивали свои позиции: в IV веке доля кодексов выросла уже до 65 %, в V веке — до 89 %, а в VII веке книги-свитки почти совершенно вышли из употребления. Данное явление Т. Скит именовал «вызовом кодекса».
Обычно считается, что расходование папируса на литературные тексты в случае профессиональной переписки книги-свитка было расточительным: текстом заполнялось не более трети поверхности свитка (одна сторона не заполнялась вовсе, а текст шёл вертикальными колонками, между которыми было пространство, а также поля сверху и снизу). Э. Тёрнер, проанализировав 411 папирусных находок с литературными текстами, выделил из них только 14 в кодексах, у которых можно точно определить формат страницы и размер поля с текстом. Статистика такова:
| Автор или текст         | Дата         | Процент заполненности |
| ----------------------- | ------------ | --------------------- |
| Демосфен                | V век (?)    | 54,6 %                |
| Гесиод                  | V век        | 50,6 %                |
| Гомер                   | V или VI век | 63 %                  |
| Гомер                   | III век      | 78,9 %                |
| Гомер                   | V или VI век | 41,5 %                |
| Исократ                 | V или VI век | 49,4 %                |
| Менандр                 | IV век       | 72,3 %                |
| Менандр                 | IV или V век | 53 %                  |
| Филон                   | III век      | 50,4 %                |
| Филон                   | III век      | 61,3 %                |
| Гомер                   | V или VI век | 63 %                  |
| Астрономический трактат | III век      | 74,4 %                |
| Биография Алкивиада     | V век        | 50,1 %                |
| «Физика» Аристотеля     | VI — VII век | 56 %                  |

Таким образом, никакой экономии писчего материала в кодексе по сравнению со свитком не наблюдается, как и сколько-нибудь заметных закономерностей другого рода. Из этого Т. Скит сделал вывод, что стоимость папируса не играла особой роли при выборе формата рукописи. Для сравнения было проведено исследование папирусов Честера Битти, для которых точно известно количество страниц и количество использованного папируса. Оно вновь показало, что кодекс не давал экономии писчего материала (кодекс VI с текстом Второзакония оставлял чистыми 70 % поверхности страниц) и что некоторые тексты из кодексов можно было в точно таком же виде воспроизвести в свитке.

## Папирус в Поздней Античности и в период арабского завоевания

### Европейский мир

#### Папирус и пергамент

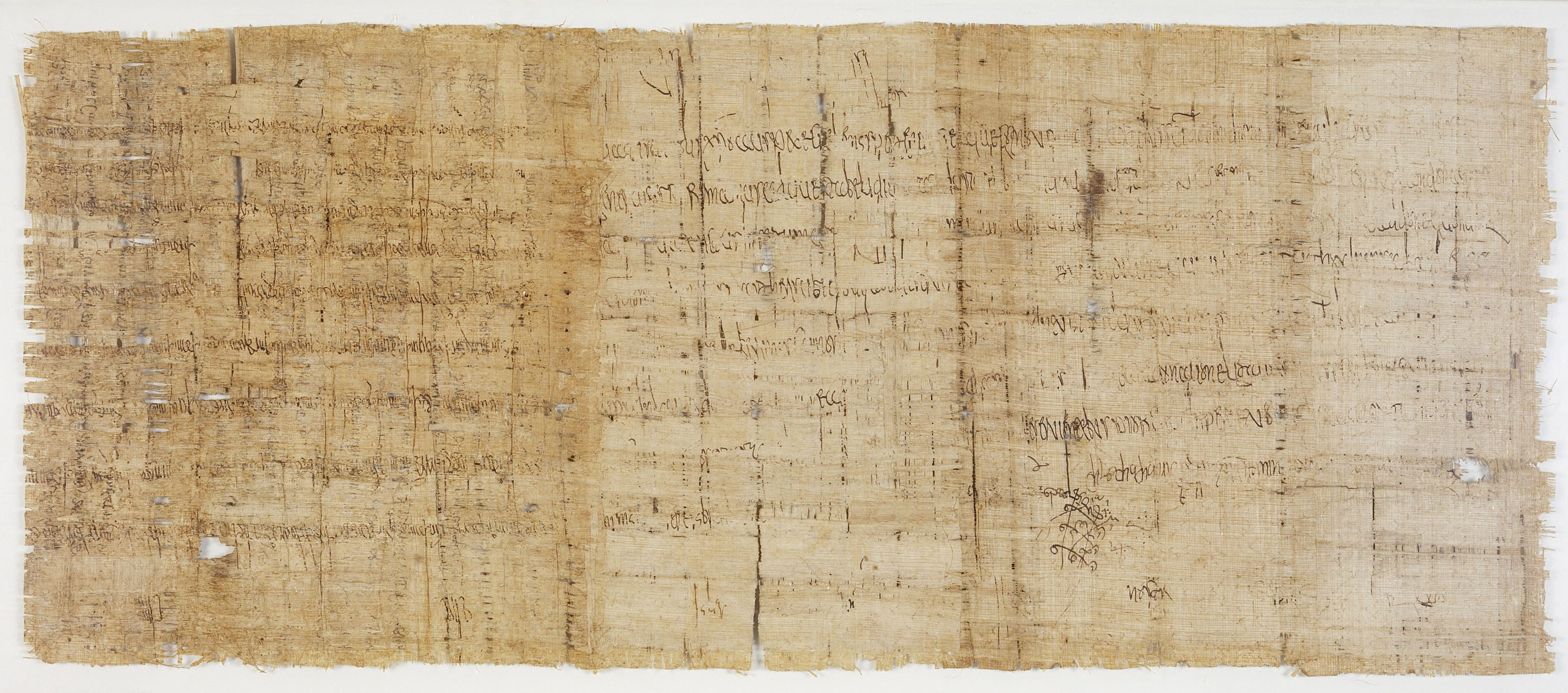
Клятва франкского короля Хлотаря II 625 года. Папирусный свиток 32,5 × 76,5 см. Национальные архивы Франции

Папирус служил главным писчим материалом очень долгое время и не был окончательно вытеснен до самых поздних времён, когда для производства книг стал применяться пергамент. Легенда, приводимая Плинием в «Естественной истории» (X, III, 11), гласит, что пергамский царь Евмен II, конкурируя в составлении библиотеки с Птолемеями, столкнулся с монопольными ограничениями, когда ему перестали поставлять папирус из Александрии. Взамен пришлось начать изготовление тонкого материала из выделанной кожи, который получил название пергамента. С данной версией соглашался Иероним Стридонский (послание VII). Термин membrana pergamena впервые упоминается в Эдикте Диоклетиана в 301 году. Ни одного пергаментного свитка с литературным текстом начала нашей эры не сохранилось, хотя некоторые упоминания у латинских авторов этого периода, от Цицерона до Марциала, относятся именно к пергаменту. Во времена Иеронима и Августина Аврелия пергамент ещё не был обычным материалом в обиходе образованных людей. В одном из своих посланий (XV) Августин приносит извинения адресату, что пишет на пергаменте, а не на папирусе; Иероним в послании VII также упоминает, что пергаментом пользуются, когда не имеется папируса. В конечном счёте в широком распространении пергамента после VI века имеется сильнейшая идеологическая подоплёка. По словам известного палеографа Эдварда Монда Томпсона,

…[Папирус] так долго был признанным материалом для литературного творчества, что медленное внедрение его соперника пергамента отчасти можно приписать естественному консерватизму. Именно влияние христианской церкви в конечном счёте выдвинуло пергамент на первое место среди письменных материалов и в конце концов вытеснило папирус. Поскольку папирус был основным средством выражения мыслей языческого мира, пергамент должен был стать великим средством передачи человечеству литературы новой религии.

Высокая стоимость пергамента и его постоянный дефицит вызвали резкое сокращение круга интеллектуалов и просто грамотных людей и его замыкание в монашеской среде.

#### Последние века использования папируса
В VI—VIII веках прямые поставки папируса осуществлялись из Александрии в Массилию, откуда листы и свитки развозились по Галлии. Из источников известно, что в Раннем Средневековье крупнейший рынок папируса имелся в Камбре и, возможно, в других местах. В жалованной грамоте короля Хильперика II аббатству Камбре от 29 апреля 716 года на получение товаров и продуктов из кладовой государственного резерва упоминается и папирус в количестве 50 листов (под которыми следует понимать свитки). Анри Пиренн заключал из этого, что аббатство, как минимум, использовало для своих нужд эти 50 свитков за год. Об относительно широком использовании папируса в Галлии VI—VIII веков свидетельствуют как инвективы Григория Турского, так и факт, что промасленный папирус использовался в фонарях вместо стекла. Встречаются и средневековые ларцы для бумаг круглой формы (наподобие шляпных коробок), предназначенные для папирусных свитков.
Канцелярия Меровингов только после 677 года перешла на пергамент, однако во франкском официальном употреблении папирусные документы существовали по меньшей мере до 787 года; при этом в X—XI веках во французском королевстве старые папирусы использовались повторно. Григорий Турский, называющий пергамент словом membrana, во всём корпусе своих трудов упоминал данный материал лишь единожды, поясняя, что этот материал изготавливали монахи для собственных нужд. А. Пиренн уточнял, что королевская канцелярия отличалась консерватизмом, и отказ от папируса означал, в первую очередь, что данный материал перестал поставляться. Позднейшие папирусные документы, в том числе частные, вероятно, использовали материалы из старых запасов. Последние поставки папируса в Галлию (как и пряностей) упоминались под 716 годом, далее употребление папируса, гвоздики, перца, и прочего, прервалось на долгие века.
Арабское завоевание Северной Африки и Испании не привело к прекращению поставок папируса в Италию и Византию и разрушению системы международной торговли; однако халиф Абд аль-Малик в 690 году наложил эмбарго на экспорт папирусов из-за войны с византийским императором Юстинианом II. Папская канцелярия использовала папирусы вплоть до XI века: известны 23 буллы, от 849 до 1057 года, написанные на папирусах, причём доставленных из арабского мира. Последние поставки папируса в Рим из Египта датированы 981 годом. В одной из хроник X века римляне всё ещё характеризовались как «пишущие на папирусе» (по словам Й. Крамера, папирус стал «ностальгическим» писчим материалом); окончательный переход Римской курии на пергамент осуществился в понтификат Бенедикта IX. В Испании последний папирусный документ датирован 1017 годом, а регулярное использование пергамента фиксируется после 1012 года. Сохранилась папирусная приходно-расходная книга из Равенны, законченная около 970 года; она содержала перечень церковных владений и договоров аренды. Последняя папская булла на папирусе относилась к понтификату Виктора II, но в папской канцелярии документы на папирусе создавались по крайней мере ещё четверть века. В Южной Италии и на Сицилии, возможно, и в Византии, книги и папирусные грамоты переписывались ещё в XI и, вероятно, вплоть до XII века. Технология производства папируса пришла в упадок, немногие сохранившиеся византийские образцы папирусных документов переписаны на материале, грубостью фактуры и толщиной напоминающем картон. После прекращения поставок из Египта курия получала писчий материал из Сицилии. Производство папируса прекратилось в XII веке, не выдержав конкуренции нового и более дешёвого писчего материала — бумаги, на которую и перешло название папируса. В третьей четверти XII века Евстафий описывал изготовление папируса как утраченное в Константинополе искусство.

### Мир ислама

#### Общие положения

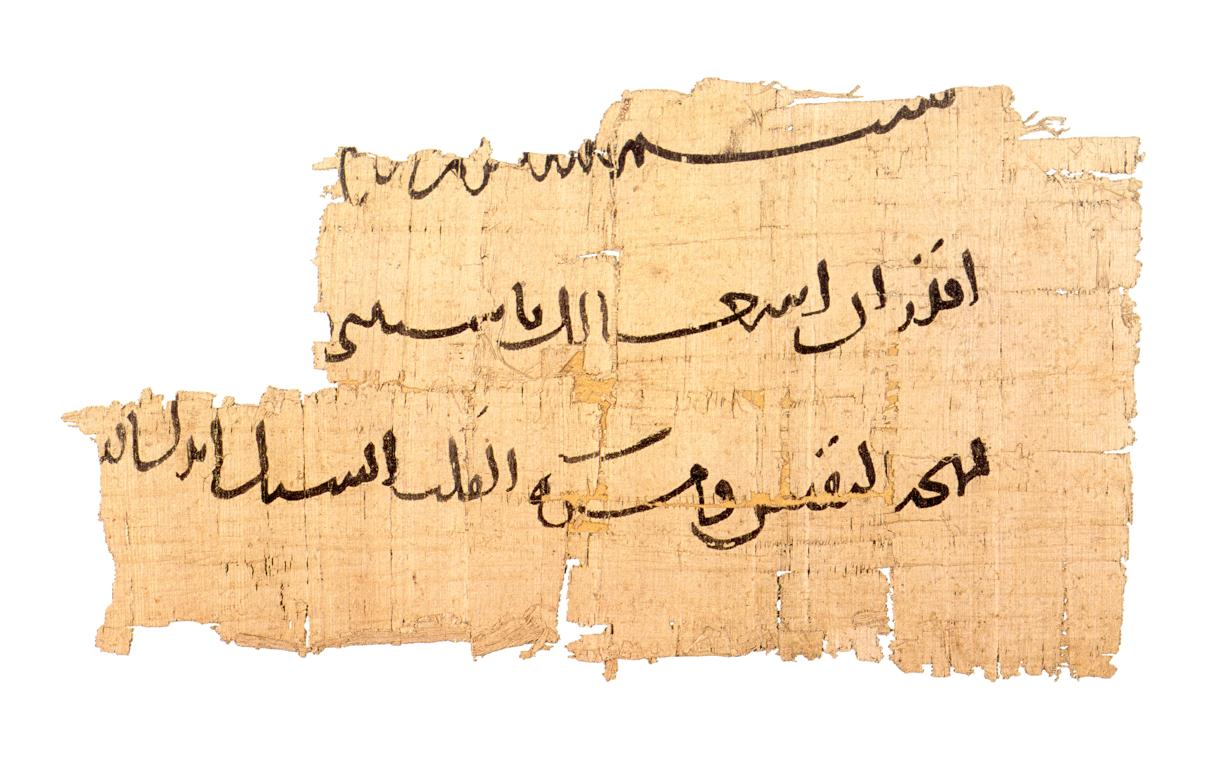
Арабская каллиграфия на папирусном фрагменте из Фаюма IX или X века

Арабское слово, обозначающее бумагу (араб. ورق‎, qirtâs), было перенесением на новый материал названия папируса и являлось заимствованием греческой «харты». Арабские папирусы впервые были раскопаны французскими путешественниками в Саккаре в 1824 году, годом позже их опубликовал Сильвестр де Саси, положив начало арабской папирологии. Новые открытия следуют ежегодно, причём в тех же центрах, к которым привязаны находки античных и византийских папирусов, исключение — Фустат. За пределами Египта арабские папирусы найдены на территории Израиля, Иордании, Сирии и Ирака. После Сильвестра де Саси серьёзные работы в области арабской папирологии начали Йозеф Карабачек и Адольф Громан — представители Венской школы. Именно эти два исследователя опубликовали первое фундаментальное исследование арабских папирусов (1887). Основные выводы Карабачека и Громана не пересматривались и в XXI веке. Выяснилось, что завоевание Египта арабами в 642 году не повлекло за собой существенных изменений в производстве этого материала. Халифские правительства сохранили государственную монополию на производство папирусов, поддерживались и традиционно высокие цены, хотя писчий материал не входил в десятку самых дорогих и престижных египетских товаров. Технологию производства папируса, напоминающую описания Плиния, отразил медик Ибн аль-Байтар (1190—1248) в трактате «Описание обиходных съедобных и лекарственных растений».
Среди арабских папирологических находок значительную часть составляют тексты Корана, но они не произвели в коранистике такого же переворота, как в библеистике, поскольку самые ранние фрагменты были записаны через 100 лет после кодификации Корана при халифе Усмане. Среди хадисов выделяются «Хадис Дауда» IX века и собрания хадисов Абдаллаха ибн Лахия (в папирусном свитке IX века) и Ибн Вахба (сохранившийся в папирусном кодексе того же времени). Папирусные тексты хадисов опубликованы в очень малой степени, но имеют существенное значение для исследований истоков формирования этого жанра. К IX веку относятся фрагменты арабского астрономического трактата и самые ранние из фрагментов «1001 ночи». Представлена и поэзия, преимущественно восхваляющая четвёртого халифа Али.

#### Особенности производства и сбыта

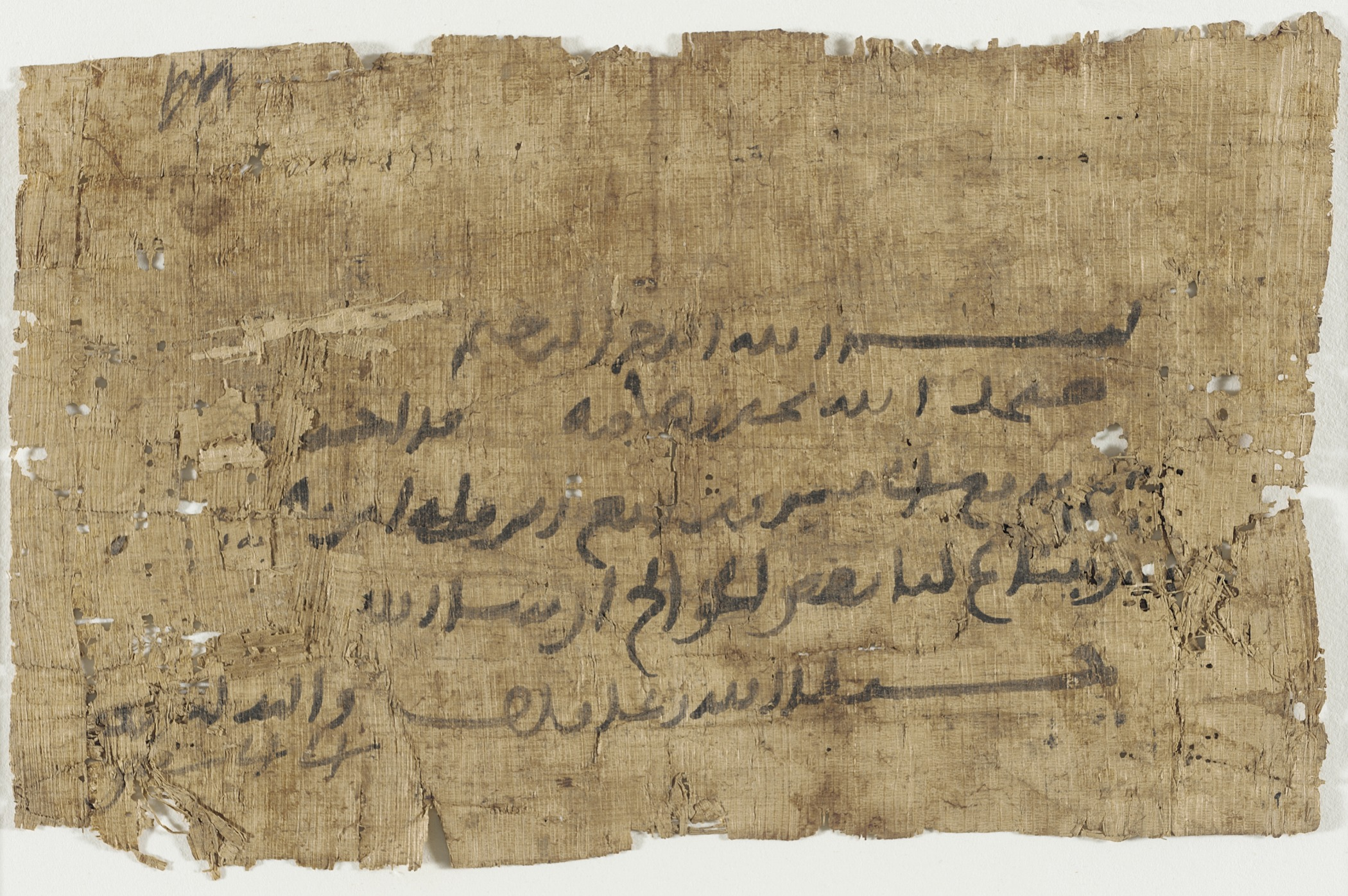
Частное письмо VII—IX веков. Арабское письмо по папирусу, 36,19 × 48,89 см. Музей искусств округа Лос-Анджелес

В Египте эпохи Аббасидов производство папируса и формуляры документов на папирусе продолжали византийские традиции. Первая страница свитка — «протокол» — содержала официальные штемпели, которые могли удостоверять, что папирус произведён на казённом предприятии. Согласно законодательству Юстиниана (Nov., 44, 2) каждый официальный документ должен был иметь протокол, являвшийся свидетельством его подлинности. Документы исламской эры содержали протокол на арабском языке, часто включающий кораническую фразу, имя халифа, имя наместника Египта, имя финансового чиновника в различных комбинациях. Иногда указывался год и место изготовления самого папируса; эти формулы аналогичны помещаемым на другие продукты, являющиеся принадлежностью государственной монополии. Протоколы последовательно использовались до четвёртого века хиджры, то есть X века христианской эры. По мнению американского исследователя Мэтта Мальчицкого, существует прямая корреляция между частотой использования протоколов в официальном делопроизводстве и степенью контроля халифата над Египтом (семь протоколов с именем Гаруна-аль-Рашида, одиннадцать — аль-Мутаваккиля — и более шестидесяти от омейядского халифа Валида ибн Абд-аль-Малика). Немногие протоколы смутной эпохи показывают, что даже в годы ослабления контроля метрополии государство стремилось сохранять монополию на производство и сбыт папируса. Производители папируса были заинтересованы в сохранении монополии и объёмов сбыта.
В арабском мире папирус продавался свитками или по частям; наиболее распространённой счётной единицей был тумар (одна шестая часть стандартного свитка). Карабачек, применительно к папирусам IX века, рассчитал, что стоимость целого свитка составляла 0,25 золотого динара. Такая же цена указана и для Багдада. Данные расчёты относились к конкретному историческому периоду и, вероятно, относятся не к рыночным ценам, а закупочным, которые применялись военным ведомством и государственной канцелярией. Соответственно, упоминаемые в источниках минимальные и максимальные цены относятся к запросам физических лиц. Государство покупало высококачественный папирус по фиксированным ценам, тогда как менее качественный материал поступал на рынок, подверженный колебаниям цен, и потреблялся физическими лицами. Максимальная цена на свиток папируса, имеющаяся в источниках, составляет 36 дирхамов, то есть 1,5 динара.
В 831 году для подавления восстания Египет впервые посетил халиф Аль-Мамун. Вскоре после его кончины папирусное производство было развёрнуто в Ираке, что связывается с массовым угоном в метрополию пленных, используемых для строительства новой столицы Самарры. М. Мальчицкий выявил по протоколам арабских папирусов Аль-Мамуна и Аль-Мутасима, что были переселены жители одного из центров коптских восстаний — аль-Афрахуна (античного Фрагониса), который был и центром папирусной индустрии. Возможно, что халиф стремился не зависеть от поставок из мятежного Египта. Судя по всему, предприятие не увенчалось успехом, однако именно в это самое время широко распространилась технология производства бумаги.

#### Бумага и конец папирусного производства
Не существует однозначных свидетельств времени появления бумаги в Аравии. По данным разных источников, в Мекке бумага появилась между 707 и 711 годами, будучи привезена из Китая либо Самарканда. Широкое распространение её производства в Хорасане не могло развернуться ранее 751 года. Однако после налаживания производства льняной и конопляной бумаги в Средней Азии халиф Гарун-аль-Рашид продолжал запрещать её применение в правительственных учреждения Багдада. По преданию, уроженец Хорасана великий визирь Джафар ибн Яхья убедил халифа в пользе бумаги, поскольку с её поверхности было невозможно бесследно стереть или изменить записанный текст. Один из высших сортов производимой в Багдаде бумаги был назван в честь министра джафари. В Египет технология, вероятно, была ввезена через Дамаск, и уже в 985 году один из современников упоминал экспорт с берегов Нила бумаги, а не папируса. На территории Европы бумага стала производиться в Палермо и Анконе примерно с XI века, хотя точная дата и источник технологии её неизвестны.

## Историография. Попытки реконструкции

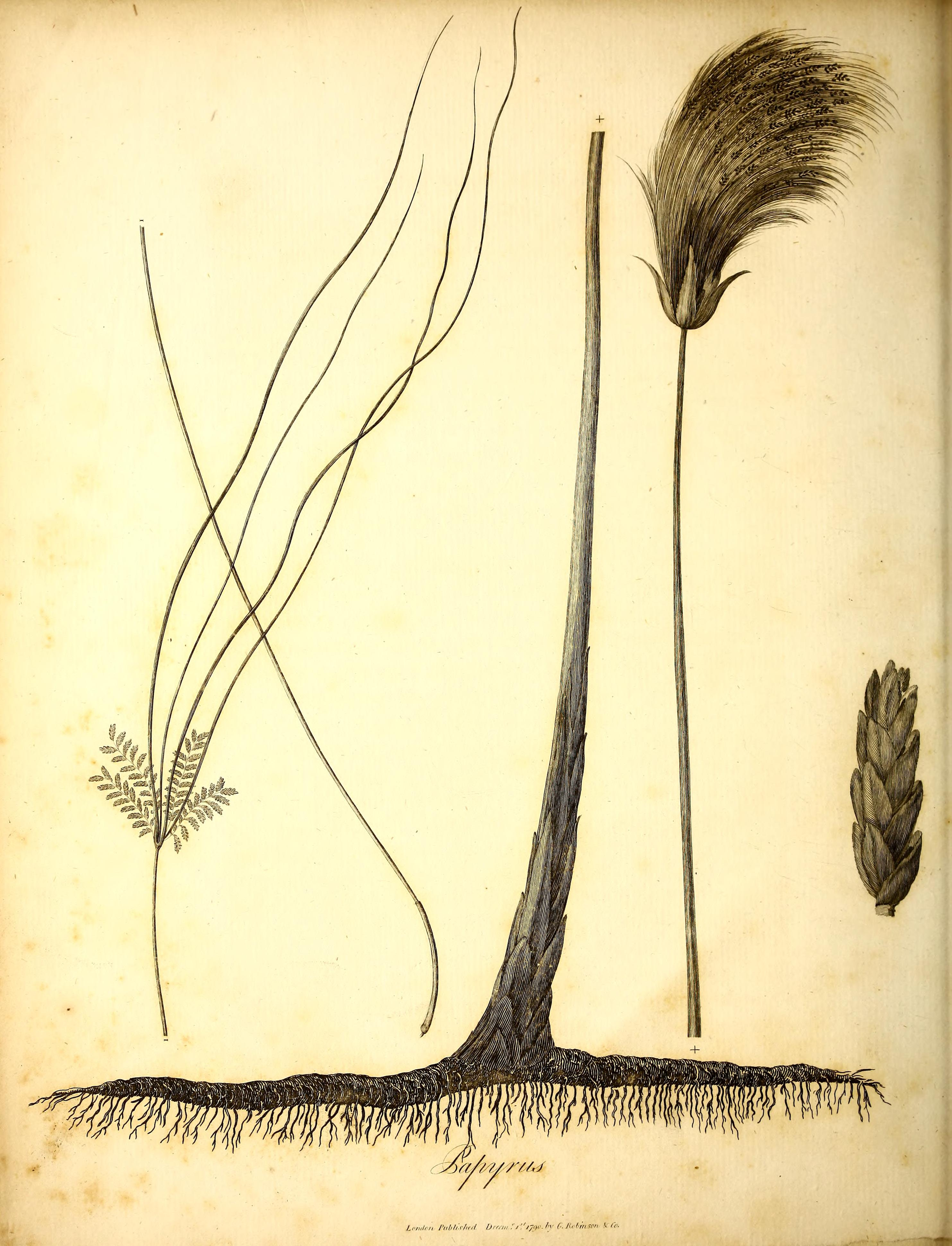
Ботанические зарисовки Джеймса Брюса из издания Travels to discover the source of the Nile (1790)

Современные термины «папирус» и «папирология» стойко ассоциируются с Египтом как местом произрастания растения, использовавшегося для письма, и территорией, где обнаружено огромное количество папирусных текстов. В XVI веке в ренессансной Европе в частных коллекциях имелись грекоязычные папирусы, но их происхождение и значение не были известны современникам. Одна из первых теоретических попыток примерно восстановить технологию папируса по описанию Плиния Старшего была предпринята в Венеции в 1572 году, когда немецкий ботаник Мельхиор Виланд выпустил в свет трактат «Папирус, комментарий к трём главам о папирусе Плиния Старшего».
Европейские археологи познакомились с папирусами в середине XVIII века, во время раскопок одной из вилл Геркуланума, где было обнаружено 1800 папирусных свитков.
В 1778 году феллахи обнаружили близ Гизы 50 папирусных свитков в глиняном сосуде. Находки были предложены базарному торговцу, который купил один свиток из любопытства, прочие были сожжены. Этот свиток в конечном итоге был приобретён кардиналом Стефано Борджиа, он включал 12 столбцов текста и ещё 22 обрывка. Свиток был исследован датским эллинистом Нильсом Иверсеном Скоу, который обнаружил, что перед ним — поимённый список жителей фаюмской деревни, которые в 193 году были мобилизованы для работы на дамбах. В 1788 году Скоу издал папирус на латинском языке, дата его публикации считается началом документальной папирологии. Однако на фоне геркуланумских находок хозяйственные списки казались «неинтересными» для образованной публики и сделались предметом научного исследования только в начале XX века.
В 1770-е годы сицилийский археолог Саверио Ландолина определил, что произрастающие в долине реки Чане тростники, именуемые местными жителями «pampera» или «pilucca», на самом деле являются папирусом, подобным нильскому. В 1780 году благодаря его хлопотам был издан указ короля Фердинанда III о защите папирусных зарослей, которые местные рыбаки считали препятствием для себя. На основе описаний Плиния Ландолина попытался изготовить папирусную бумагу, для которой использовал сердцевину стебля. Попытку на практике восстановить культивацию папируса и реконструировать технологию его изготовления (также на основе описания Плиния) предпринял в XVIII веке шотландский путешественник Джеймс Брюс, описав это в изданном в 1790 году трактате Select specimens of natural history collected in Travels to discover the source of the Nile. В его распоряжении был древний кодекс гностического содержания, выкопанный в окрестностях Фив, и путешественник ошибочно считал, что и в античности книги имели ту же форму, что и в эпоху Просвещения; существование свитков он безосновательно отрицал.

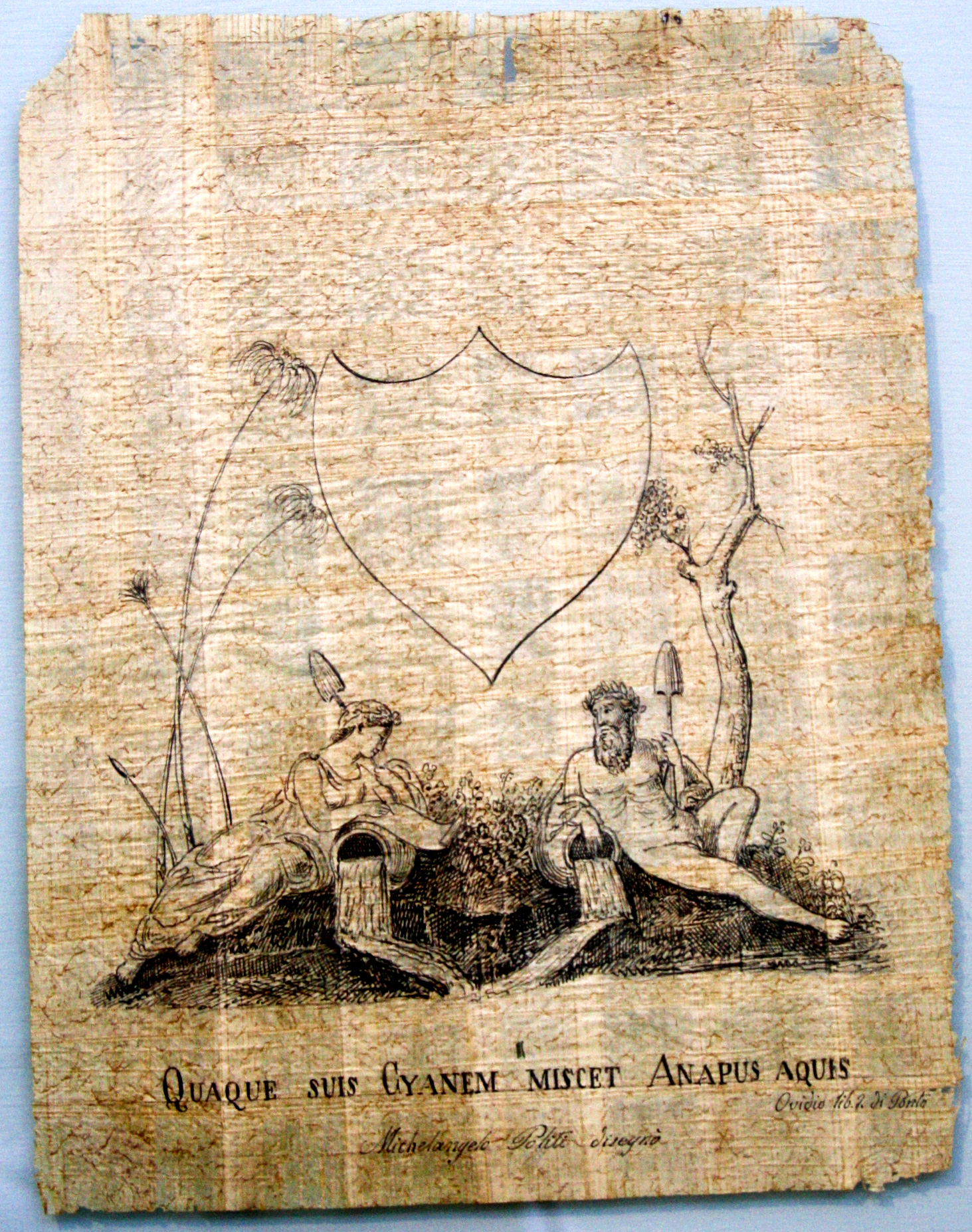
Реконструкция папируса, выполненная в XIX веке Микеланджело Полити

В дальнейшем исследователи технологии папируса, помимо античных источников и археологических материалов, обратились к опытно-экспериментальным методам. Кроме Ландолины и Брюса, попытки реконструкции технологии папируса предпринимали Альфред Стодарт в 1834 году и реставратор Каирского музея А. Лукас в 1928-м, а также Э. Перкинс и Б. Ганн. Попытка Альфреда Лукаса работать с сухим папирусом из Судана закончилась неудачей. При работе со свежесрезанным сырьём (из сада Э. Перкинса в Маади) исследователь срезал кожуру, спрессовывая только полоски сердцевины; он применял отбивку каменным или деревянным молотком. Получившийся материал был почти белого цвета. Н. Льюис утверждал, что проведённые на Сицилии и в ботанических садах Кью эксперименты показали, что наиболее светлый писчий папирус получался из сырья, собранного зимой. В отделе египетских древностей Британского музея между 1954—1970 годами было проведено не менее семи экспериментов по реконструкции технологии изготовления папирусов. Наиболее известными экспериментаторами второй половины XX века были Х. Рагаб (Египет) и К. Базиле (Италия). Оказалось, что по описаниям Плиния невозможно создать точную копию материала, обнаруживаемого на раскопках. Папирус, изготовленный на Сицилии, был эластичным и белого цвета; изготовленный в Египте больше походил на античные образцы, но отличался от них тем, что сетчатая структура волокон была отчётливо видна, чего нет на античных образцах. В 1968—1974 годах Хасан Рагаб организовал на острове Яакуб в Гизе «Фараонову деревню» и несколько других туристических объектов, в том числе Институт папируса. Институт изготовляет на продажу более или менее точные копии известных древнеегипетских папирусов с иллюстрациями. По своей популярности у публики они находятся на третьем месте после пирамид и Каирского музея.
В 1987 году в Сиракузах был открыт некоммерческий Музей папируса, который первоначально представлял собой туристический объект. С 1990-х годов музей превратился в серьёзное научное учреждение, которое исследует античные образцы в кооперации с Библиотекой Александрина и Каирским музеем. После переезда из Турина в Сиракузы Института изучения египетской цивилизации музей управляется из его штаб-квартиры. В 2014 году музей получил просторные помещения в Ортидже, в здании бывшего монастыря.
Наиболее фундаментальным исследованием, посвящённым папирусу, процессу его изготовления и античной папирусной промышленности, является монография Нафтали Льюиса «Папирус в классической древности». Первоначально этот труд был защищён как диссертация и издан в 1934 году на французском языке. В рецензии Поля Коломпа подчёркивался комплексный, всеохватный характер работы, в которой совмещены биологические, технические, экономические и филологические сюжеты; признаётся её «незаменимый» характер. В 1974 году последовало полностью переработанное англоязычное издание, сразу же высоко оценённое специалистами. Хотя монография претендовала на подведение итога многовековых изысканий, она породила большую дискуссию. Данные публикации были обобщены самим Н. Льюисом в дополнении к своей монографии 1989 года.